# 陆军士官学校 (日本)

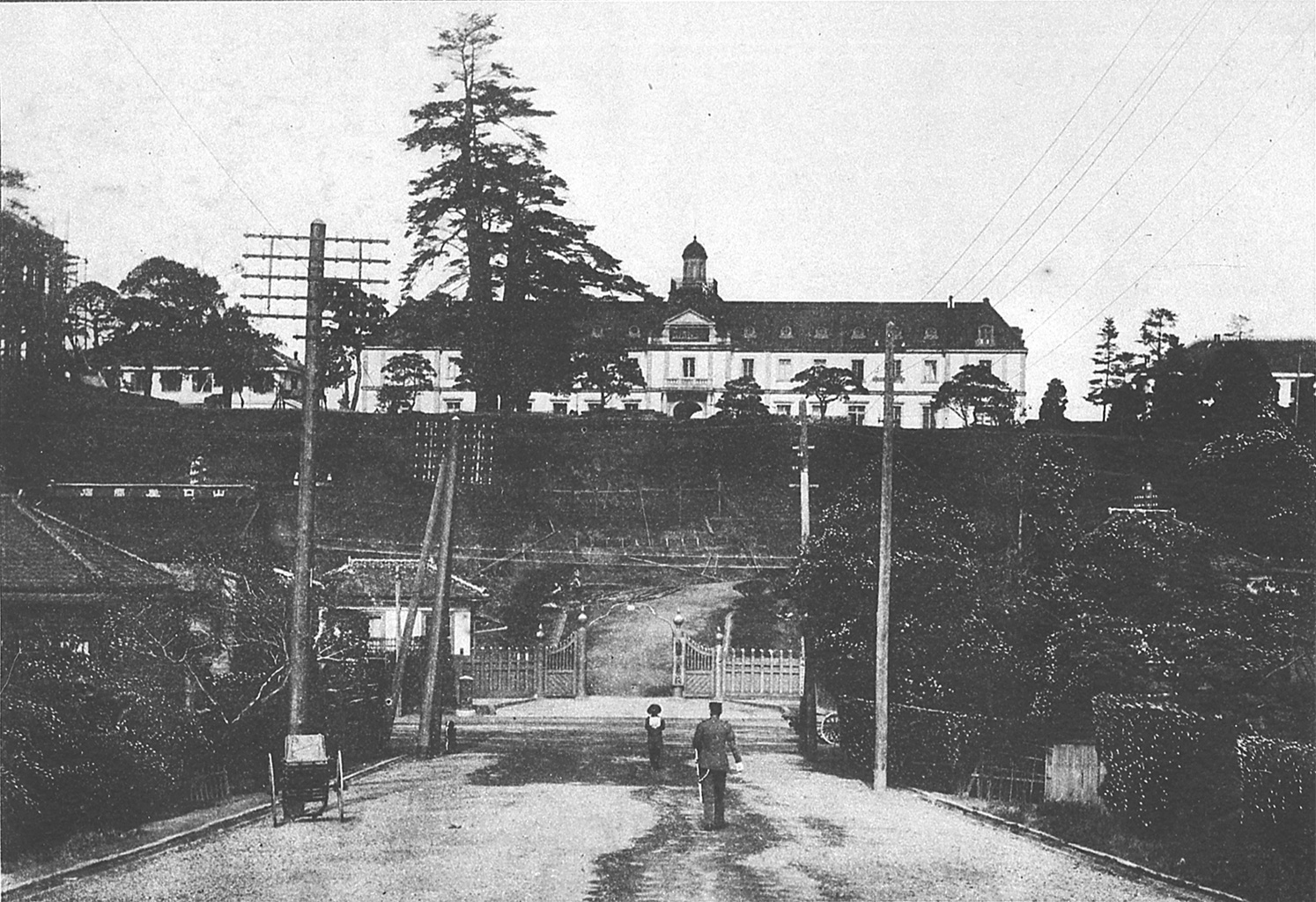
日本陸軍士官學校1907年

陆军士官学校，简称陆士、士官學校，為養成大日本帝國陸軍現役兵科將校（日本的士官指军官，即將校）的教育機關。
该校於日本明治维新期间开办，前身是1868年8月开办的「京都军校」，于1874年正式成立。第二次世界大战后陆军士官学校直接废止，座間校區原址作为美军的座间基地。新宿校區原大讲堂成为二戰後审判战犯的远东国际军事法庭，也是基地內至今唯一仍保存的日本士官學校建物。該校東京校地在現今名剎淺草寺附近，在1945年日本無條件投降後，被駐日盟軍總司令道格拉斯·麦克阿瑟視為日軍二戰軍事設施並予以拆除。
该校為著名的學校，其毕业生均是日本近代军队的骨干，陆军所有將校几乎都曾在该校接受培育。當時日本陸軍士官學校學員畢業後在皇軍部隊見習半年後，即可成為天皇任命大權委任之高等官：少尉六等奏任官。在尚武的日本社會有極高的聲望和影響力，也有許多皇族、華族人士選擇進入該校就讀，其影響力甚至超過當時的東京帝國大學。

## 学制
先读两年陆军士官学校预科。然后分兵科，以少尉候补生身份（佩戴上等兵军衔）进入部队实习5个月（战时缩短为3个月）。部队实习结束晋升为军曹军衔，进入陆军士官学校本科或者陆军航空士官学校学习1年10个月（战时缩短为1年半）。本科毕业后，以见习士官身份（佩戴曹长军衔）回原部队实习数个月，实习结束后获得现役少尉的任命书。因此中学毕业生从入校到获得少尉军衔至少需要5年。
中国留学生在陆军士官学校就读留学生班，学制一年，单独开班授课。毕业后不能获得日军军籍军衔。中国留学生士官学校第10期毕业时间是1915年夏。日本学生的陆军士官学校第10期是1898年11月毕业。

### 軍官生徒制度（法式教育）
陸軍士官學校起源於1868年（明治元年）8月，在京都設立的軍校，同年9月即遷至大阪，成為大阪軍事學校。3年後，1871年（明治4年），大阪軍校分為陸軍學校和海軍學校，陸軍學校於12月7日遷至東京和田倉門外。1872年12月28日（明治5年），陸軍學校設立了「士官學校」、「幼年學校」及「教導團」三個區塊。
根據1874年11月2日（明治7年）大日本陸軍學院條例，12月在東京市谷台開設日本陸軍學院，1875年2月（明治8年）第一期學生入學，即所謂的陸軍士官學校。早期的教育體制是採取法式的軍官生徒制度，邀請法國陸軍的教官前來指導。
學習時間因軍事部門而異，步兵和騎兵最初是2年制，之後改為3年制。砲兵和工兵最初是3年，之後分別延長為4年和5年。砲兵和工兵在校學習時間很長，因此在校即可任命為少尉，又稱為生徒少尉。但法式教育制度在第11期之後，即停止不再繼續。
在校生學習內容，一年級為幾何、代數、力學、科學、化學、地球科學。二年級學習軍事政治、軍事藝術、城堡建設、鐵路通信等。該教育體系特點是對於砲兵和工兵的長期教育，有利培養專業兵種，但不同於後來的學員制（德國陸軍的學員制）。法式教育目標是直接培養軍中的精英，受教者無需具備士兵或士官的經驗，這對當時亟需現代化軍官的日本而言，是有效的軍事教育制度。
不過，成立之初的學生都是粗暴之人，遠談不上精英訓練，在校的打架衝突不斷，步兵部門許多學員的品行甚至為零分。尤其是2期與3期學員間的大規模衝突不斷，甚至有學員在軍法會中被開除學籍。
而且在菁英制度的訓練下，學員缺乏行伍經驗，畢業後即使成為軍官，往往不能擔任軍中的領導工作，不少人在中途即選擇退伍。特別是1886年第15號敕令《初中條例》頒布之前，日本普遍還沒有成立新制中學，許多學員教育程度是連中學生的水準都沒有。一直到《帝國大學令》和《初中條例》頒布之後，在1890年第25號敕令中，正式頒布採行德式的軍事教育體制。
日本陸軍士官學校的學員不僅來自幼年學校的畢業生，還有經歷過戊辰戰爭（王政復古過程中的皇軍與幕府戰爭）的下士官，也進入學校受教。學校最大的特點，就是要接納具有行伍經驗的下士官，培養為軍官幹部。由於持續的幹部培養，在皇軍中，逐漸以陸軍將校團為主軸，取代過去以長州蕃和薩摩蕃為中心的勢力。

### 軍校學員制度（德式教育）
1887年（明治20年），陸軍士官學校成為德式教育風格的學員制度。 1889 年（明治 22 年），新制第1期學生入學，學員來自陸軍幼校或中學畢業生，在指定的部隊中擔任下士官，經過軍事勤務適當的歷練之後，方進入陸軍士官學校。
中學畢業生於每年12月以一等兵入伍，次年6月晉升為上等兵。從陸軍幼年學校畢業者，在中學畢業生成為上等兵的同時，也會同時晉升成為上等兵，之後在 8月成為下士，在12月成為中士。接著，在晉升為上士的同時，學員正式進入日本帝國陸軍士官學校就讀。從軍校畢業後，畢業生將被提升為上士，並以見習軍官的身份回到原部隊。大約半年之後，在原部隊將校團的推薦下，正式任命為少尉軍官。
1896年5月（明治29年），日本制定陸軍中央幼年學校條例和陸軍地方幼年學校條例，在東京設立陸軍中央幼年學校1所，另在東京、仙台、名古屋、大阪、廣島和熊本設立陸軍地方幼年學校各1所。幼年學校畢業者會在當地的幼年學校學習3年，再進入中央幼年學校學習2年，有強烈的同窗情誼，因此陸軍幼年學校的畢業生與一般高中畢業生逐漸出現強烈的差別意識。在新的學員體制下，日本陸軍士官學校第15期以後的學員大多來自中央幼年學校的畢業生。

### 課程體系常規化
1920年（大正9年），常規陸軍中央幼年學校主課成為陸軍士官學校預備課程，常規陸軍士官學校成為陸軍士官學校主修課程。
陸軍士官學校預備課程的入學時間是每年的4月1日，兩年後的3月畢業。就讀預備學校時不授予軍階，但在畢業時授予軍階（上等兵）、兵科和指定部隊。 4月開始在部隊工作半年（晉升為下士），並於10月進入陸軍士官學校本科，授予中士軍銜，學習時間1年10個月，次年7月畢業，成為見習軍官（軍階為上士）。
適用預備/主修課程體系之新系統，首屆畢業生為37期的學員。
1937年，日本陸軍學校本科更名為日本陸軍士官學校，日本陸軍預科學校更名為日本陸軍預科士官學校。同年8月，日本陸軍士官學校遷往神奈川座間，昭和天皇出席畢業典禮，賜名學校為相武台。同年10月1日，日本帝國陸軍士官學校成立分校，以培養航空軍官；次年(1938年) 12月，分校獨立為日本陸軍航空士官學校，1941年天皇賜名為修武台。一般情況下，飛行學員提前進入學校接受專業教育，入學前不需要參與一般部隊的勤務歷練。 1941年，陸軍預科學校遷往埼玉縣朝霞，天皇授命為振武台。

### 廢校過程
二戰期間，1938年日本陸軍士官學校的學習期限縮短為1年8個月，1941年又再縮短為1年。1945年6月（昭和20年），第58屆畢業生畢業，被任命為少尉，是日本陸軍士官學校最後一屆授予少尉。日本在二戰戰敗後，陸軍士官學校關閉，當時仍在校內的59期學員獲得特別提早畢業資格。
1945年8月28日，日本內閣決定第60代成員無需筆試可轉移到文部省所轄的學校，但當時的第一高等學校未接受指示，仍然進行學員的轉移考試。二戰結束時，第61期學員是陸軍預備士官學校的最後一期。

## 校舍遺跡
陸軍士官學校在1937年搬遷往座間之前，東京市谷區營區成為陸軍士官學校本部，之後學校搬遷往座間後，原地成為陸軍預備士官學校本部。在1941年預備士官學校搬遷往埼玉縣朝霞之後，該地曾做為日本陸軍大臣辦公室。目前日本防衛省成立市谷紀念館，向公眾開放 。
在神奈川座間營區，為駐日美軍所使用，仍保留著日本陸軍士官學校的大禮堂。1978年，地面自衛隊將座間陸軍士官學校（相武台）的皇族房舍遷移，搬移至前預備士官學校（振武台）所在朝霞營區。。
在埼玉縣入間空軍基地，日本陸軍航空士官學校（修武台）本部做為修武台紀念館；由於房舍老化，紀念館於2005年關閉並拆除。但在2012年，重新修建陸軍航空士官學校本部時代面貌的修武台紀念館（包含修武台教育講堂・航空歴史資料館修武台紀念館），並對公眾開放。該紀念館以過往陸軍航空隊的史料為中心，成為今日日本航空自衛隊教育設施的一部分。

## 歷代校長
1. 曽我祐準：明治7年10月22日
2. 大山巖：明治11年12月14日
3. 谷干城：明治13年4月29日
4. 小澤武雄：明治14年10月27日
5. 三浦梧楼：明治15年2月6日
6. 小澤武雄：明治18年5月21日
7. 曽我祐準：明治18年7月26日
8. 滋野清彦：明治19年9月30日
9. 寺內正毅：明治20年6月6日（代理。以中佐軍階任官）
10. 寺內正毅：明治20年11月16日（同日以大佐進級）
11. 大久保春野：明治24年6月15日
12. 波多野毅：明治25年11月24日
13. 安東貞美：明治29年9月28日
14. 中村雄次郎：明治30年9月28日
15. 寺内正毅：明治31年2月18日（公務經辦）
16. 高木作藏：明治31年12月23日
17. 南部辰丙：明治38年6月7日
18. 野口坤之：明治44年9月6日
19. 橋本勝太郎：大正元年11月27日
20. 與倉喜平：大正4年2月15日
21. 白川義則：大正8年1月15日
22. 鈴木孝雄：大正10年3月11日
23. 津野一輔：大正10年8月15日
24. 南次郎：大正12年10月10日
25. 宮地久壽馬：大正13年8月20日
26. 真崎甚三郎：大正15年3月2日
27. 林仙之：昭和2年8月26日
28. 坂本政右衛門：昭和4年8月1日
29. 瀬川章友：昭和6年8月1日
30. 稻垣孝照：昭和7年5月23日
31. 末松茂治：昭和9年3月5日
32. 山田乙三：昭和10年12月1日
33. 篠塚義男：昭和12年3月1日
34. 山室宗武：昭和13年6月18日
35. 土肥原賢二：昭和15年10月28日（軍事參議官兼任）
36. 篠塚義男：昭和16年6月20日（軍事參議官兼任）
37. 牛島滿：昭和17年4月1日
38. 山室宗武：昭和19年8月8日
39. 北野憲造：昭和20年3月19日

## 出身者等

### 陸軍兵學寮
- 明治3年12月入學、明治5年6月畢業、明治6年年5月任少尉
  - 大將：安東貞美
- 明治6年12月入學、明治7年10月少尉試補、明治8年1月任少尉
  - 大尉：磯林真三（殉職）
- 明治7年2月入學、明治7年10月少尉試補、明治8年1月任少尉
  - 大將：中村覺
- 明治7年3月入學、明治9年少尉試補、明治8年3月任工兵少尉
  - 大將：鮫島重雄
- 明治7年10月入學、明治9年3月少尉試補、明治10年5月任少尉
  - 大將：一戸兵衛

### 士官學生
※士官學生任官一律以少尉任官，畢業的每個兵科有所差別。
- 舊1期（明治8年2月入校、1877年12月22日任官、117名）
  - 中將：木越安綱（陸相）・石本新六（陸相）・山根武亮・小泉正保
  - 少將：石田保謙・河井瓢・栗田幹・多田保房・福原信藏
  - 大尉：鈴木知康・酒匂景信
  - 少尉：兒島滋胤
- 舊2期（明治12年2月1日任官、136名）
  - 大將：大迫尚道・井口省吾・大谷喜久藏
  - 中將：石井隼太・伊地知幸介・仙波太郎・田村怡與造・豊島陽藏・長岡外史・村木雅美
  - 少將：加藤泰久・鷹司煕通・田内三吉・中村無一・原義成
  - 少佐：榊原宰之助・山田一男・渡邊述（戰病死）
- 舊3期（1877年入校、明治12年(1879年)12月22日任官、96名）
  - 元帥：上原勇作（陸相）
  - 大將：内山小二郎・秋山好古・柴五郎・本鄉房太郎
  - 中將：石橋健藏・楠瀬幸彦（陸相）・藤井茂太・青木宣純・落合豊三郎・大久保徳明・榊原昇造
  - 少將：太田正徳・佐藤忠義・鶴見數馬・東鄉八郎左衛門・八木下純・山口圭藏
  - 大佐：關谷銘二郎（戰死）
  - 中佐：塚本芳郎（戰死）
  - 少佐：林秀芳
  - 大尉：酒井次郎
- 舊4期（明治14年(1881年)12月24日任官、58名）
  - 中將：大澤界雄・岡市之助（陸相）・大島健一・萩野末吉・林太一郎・山口勝
  - 少將：井口五郎・石川潔太・今澤義雄・奥村元佶・加藤政義・佐野勝二郎・横田宗太郎
  - 大佐：清水金生・吉田貞（戰死）
  - 少佐：木村伊助（戰死）・根津一
  - 大尉：永見松太郎
- 舊5期（明治15年(1882年)12月25日任官、60名）
  - 大將：松川敏胤・由比光衛
  - 中將：阿部貞次郎・小原傳・久能司・中村愛三・星野金吾・本多道純
  - 少將：江藤鋪・黒澤源三郎・兒島八二郎・恒吉忠道・吉岡竹次郎
  - 大佐：鵜澤総司（戰死）・江本精夫・小澤季治・下山筆八
  - 大尉：荒尾精
- 舊6期（明治16年(1883年)12月25日任官、59名）
  - 大將：仁田原重行・明石元二郎・大井成元・立花小一郎
  - 中將：足立愛藏・蠣崎富三郎・重見熊雄・野口坤之・林太郎
  - 少將：相浦多三郎・河野政二郎・杉浦藤三郎・橋口勇馬・橋本三郎・山本延身・依田昌兮
  - 中佐：須知源次郎（戰死）・花田仲之助
- 舊7期（明治18年(1885年)6月18日任官、61名）
  - 大將：島川文八郎・宇都宮太郎
  - 中將：井上仁郎・河内禮藏・柴勝三郎・竹下平作・村岡恒利
  - 大佐：酒井甲子郎（戰死）
  - 中佐：神田正富
- 舊8期（明治19年(1886年)6月25日任官、144名）
  - 大將：大庭二郎・河合操・田中義一（陸相）・山梨半造（陸相）
  - 中將：高橋義章・永沼秀文・成田正峰・橋本勝太郎
  - 少將：伊豆凡夫・公平忠吉・野中勝明
  - 大佐：藤室松次郎
  - 中佐：鯉登行文（戰死）
- 舊9期（明治20年(1887年)7月21日任官、189名）
  - 大將：福田雅太郎・町田經宇・田中弘太郎
  - 中將：凈法寺五郎・白井二郎・武内徹
  - 少將：佐藤祐次
  - 大佐：清水三男・岩倉久米雄
  - 中佐：橘周太（戰死）・那須仙太郎（戰死）
  - 少佐：清水盛次・鷹森赳夫
  - 中尉：青木織之助（戰死）
- 舊10期（明治21年(1888年)7月28日任官、158名）
  - 大將：尾野實信
  - 中將：高島友武・田村沖之甫・松井庫之助・山田隆一・渡邊岩之助
  - 少將：加瀬倭武・吉野文四郎
  - 少佐：平岡八郎（戰死）
- 舊11期（明治22年(1889年)7月26日任官、207名）
  - 大將：菊池慎之助・奈良武次
  - 中將：西川虎次郎・高山公通・河村正彦・久松定謨・齋藤季治郎
  - 少將：土井市之進・長尾駿郎
  - 大佐：坂田虎之助・片倉小太郎・日野強
  - 中佐：高嶋嘉藏・晴氣市三
  - 少佐：石光真清
  - 大尉：時澤右一

### 士官候補生以降
- 1期（明治23年（1890年）7月26日畢業、明治24年（1891年）3月26日任官、147名）
  - 大將：鈴木荘六・白川義則（陸相）・宇垣一成（陸相）
  - 中將：兒島惣次郎・市川堅太郎・中島正武・石光真臣
  - 少將：神戸次郎・森邦武・鈴木朝資・永山元彦・中山民三郎
  - 中佐：大越兼吉
- 2期（明治24年（1891年）7月20日畢業、明治25年（1892年）3月21日任官、148名）
  - 大將：菅野尚一・森岡守成・鈴木孝雄
  - 中將：南部麒次郎・吉江石之助・矢野目孫一・稻垣三郎
  - 少將：上田兵吉・山根一貫
  - 大佐：南正吾
  - 少佐：西久保豐一郎
  - 大尉：福島泰藏
- 3期（明治25年（1892年）7月23日畢業、明治26年（1893年）3月13日任官、137名）
  - 元帥：武藤信義
  - 中將：朝久野勘十郎・大野豐四・大島又彦・三原辰次
  - 少將：長谷川猪三郎
  - 大佐：赤柴幾太郎
  - 少佐：綾部傳一郎
- 4期（明治26年（1893年）7月25日畢業、明治27年（1894年）3月7日任官、188名）
  - 大將：井上幾太郎・磯村年・田中國重
- 5期（明治27年（1894年）7月27日畢業、明治27年（1894年）9月18日任官、213名）
  - 大將：金谷範三・菱刈隆・岸本鹿太郎・吉田豊彦
  - 中將：村岡長太郎・津野一輔
  - 少將：松江豐壽
  - 少佐：小野寺益
- 6期（明治28年（1895年）1月1日畢業、明治28年（1895年）5月22日任官、216名）
  - 大將：南次郎（陸相）
  - 中將：香椎秀一・三井清一郎（主計中將）
  - 大佐：松尾傳藏
- 7期（明治29年（1896年）5月27日畢業、明治30年（1897年）1月25日任官、270名）
  - 皇族：元帥陸軍大將久邇宮邦彦王・元帥陸軍大將梨本宮守正王
  - 大將：畑英太郎・緒方勝一
  - 中將：小泉六一・菊池武夫・桑田安三郎・李秉武（韓國留學生）
  - 少將：朽木綱貞
  - 中佐：板垣義正
  - 少佐：櫻井文雄
  - 大尉：淺野力太郎（戰死）・川喜多大治郎・吉田護郎
- 8期（明治29年（1896年）11月26日畢業、明治30年（1897年）6月28日任官、292名）
  - 朝鮮王朝來的留學生收到熱誠的歡迎。
  - 大將：渡邊錠太郎・林銑十郎（陸相）
  - 中將：金山久松・木下文次・木原清・佐藤信・柴山重一・永井来
  - 少將：岡本春三・島内國彦・鈴木文次郎・中島銑之助・前川讓吉・三輪秀一
  - 大佐：植田瞭吉
- 9期（明治30年（1897年）11月29日畢業、明治31年（1898年）6月27日任官、650名）
  - 大將：阿部信行・真崎甚三郎・本庄繁・松井石根・荒木貞夫（陸相）・林仙之
  - 中將：坂部十寸穗
  - 少將：李煕斗・王瑜植（同為韓國留學生）
  - 大尉：小松慶也
- 10期（明治31年（1898年）11月25日畢業、明治32年（1899年）6月27日任官、649名）
  - 大將：松木直亮・川島義之（陸相）・西義一・植田謙吉
  - 中將：上村良助
  - 少將：伊藤政之助・倉島富次郎・溝口直亮
  - 少佐：日野熊藏
- 11期（明治32年（1899年）11月21日畢業、明治33年（1900年）6月22日任官、670名）
  - 元帥：寺内壽一（陸相）
  - 大將：岸本綾夫
  - 中將：四王天延孝・安藤紀三郎・多門二郎・荒蒔義勝・魚潭（韓國留學生）
  - 少將：蘆川良治・石丸志都磨（滿州國軍中將）・金子規・山口十八
  - 大佐：西鄉從徳
  - 大韓帝國軍少尉：盧伯麟
- 12期（明治33年（1900年）11月21日畢業、明治34年（1901年）6月25日任官、655名）
  - 元帥：杉山元（陸相）・畑俊六（陸相）
  - 大將：小磯國昭
  - 中將：二宮治重・香椎浩平・秦真次・柳川平助・鄉田兼安・稻垣考照
  - 少將：瀧原三郎・古賀徹治・二宮久二・三宅篤夫
  - 大佐：梅澤銀造
  - 中佐：外山榮
  - 大尉：青柳勝敏
  - 清國留學生：鄒作華
- 13期（明治34年（1901年）11月22日畢業、明治35年（1903年）6月23日任官、722名）
  - 大將：中村孝太郎（陸相）
  - 中將：建川美次・林桂・福田袈裟雄・三宅光治・堀丈夫
  - 少將：櫻井忠温
  - 大佐：小林順一郎
  - 少佐：井田磐楠・一戸寛
  - 中尉：乃木勝典（戰死）
- 14期（明治35年（1902年）11月22日畢業、明治36年（1903年）6月26日任官、702名）
  - 大將：古莊幹郎・西尾壽造・山田乙三
  - 中將：宇佐美興屋・山室宗武・中村濱作・香月清司・橋本虎之助・佐藤三郎・伊東政喜
  - 少將：安達十六・菅原良吉・横巻茂雄
  - 大佐：小畑巌三郎
  - 少佐：四條隆愛
  - 大尉：有坂勉
  - 中尉：大迫三次（戰死）・南部利祥（戰死）
- 15期（明治36年（1903年）11月30日畢業、明治37年（1904年）2月12日任官、708名）
  - 皇族：陸軍少將竹田宮恒久王
  - 大將：梅津美治郎・蓮沼蕃・多田駿
  - 中將：今井清・谷壽夫・山岡重厚・永持源次・德川好敏・山田健三・田代皖一郎・中島今朝吾・松浦淳六郎・川岸文三郎
  - 少將：服部兵次郎・大濱石太郎・長谷部照俉・金應善（韓國留學生）
  - 大佐：河本大作・宮脇長吉・古賀傳太郎（歿後進級）
  - 中尉：猪熊敬一郎・小笠原善平・乃木保典（戰死）
- 16期（明治37年（1904年）10月24日畢業、明治37年（1904年）11月1日任官、549名）
  - 大將：岡村寧次・土肥原賢二・板垣征四郎（陸相）・安藤利吉
  - 中將：磯谷廉介・小畑敏四郎・園部和一郎・永田鐵山（因相澤中佐事件昇任）・藤田進
  - 少將：岡村元・森五六
  - 少佐：小川武次・黒木親慶
- 17期（明治37年（1904年）入校、明治38年（1905年）3月30日畢業、明治38年（1905年）4月21日任官、363名）
  - 大將：東條英機（陸相）・後宮淳・前田利為
  - 中將：飯田貞固・篠塚義男・鈴木重康・岩松義雄
  - 中佐：石割平造
- 18期（明治38年（1905年）11月25日畢業、明治39年（1906年）6月26日任官、920名）
  - 大將：阿南惟幾（陸相）・山下奉文・岡部直三郎・藤江恵輔（昭和18年2月昇任）・山脇正隆
  - 中將：安達十九・大島浩・久納誠一・酒井鎬次・佐佐木到一・澤田茂・安井藤治・安岡正臣（法務死）・矢野機・井上政吉・小松原道太郎・安藤三郎
  - 少將：井上三郎
  - 大尉：木村三郎
- 19期（明治40年（1907年）5月31日畢業、明治40年（1907年）12月26日任官、1068名）
  - 大將：今村均・田中静壱・河邊正三・喜多誠一・塚田攻
  - 中將：熊谷敬一・小須田勝造・齋藤彌平太・本間雅晴
- 20期（明治41年（1908年）5月27日畢業、明治41年（1908年）12月25日任官、276名）
  - 皇族：陸軍大將朝香宮鳩彦王・陸軍大將東久邇宮稔彦王（陸相）・陸軍砲兵大佐北白川宮成久王
  - 大將：下村定（陸相）・吉本貞一・木村兵太郎・牛島満（戰死後特別晉升）
  - 中將：橋本群・木下敏・酒井隆・飯田祥二郎・鷹森孝・井上貞衛
  - 少將：竹村直臣（昇進即日待命）
- 21期（明治40年（1907年）入校、明治42年（1909年）5月27日畢業、明治42年（1909年）12月25日任官、418名）
  - 大將：富永信政
  - 中將：石原莞爾・飯村穣・百武晴吉・安田武雄・黒田重德・町尻量基・横山勇・樋口季一郎・菅原道大・上月良夫・渡邊正夫
  - 少將：儀我誠也
  - 大佐：安江仙江
  - 中尉：齋藤元宏
- 22期（明治41年（1908年）入校、明治43年（1910年）5月28日畢業、明治43年12月26日任官、721名）
  - 中將：鈴木率道・村上啓作・原田熊吉・寺倉正三・田辺盛武・北野憲造・中村明人・笠原幸雄・寺本熊市・鈴木貞一・豊島房太郎・田中久一・牟田口廉也・安達二十三・西村琢磨・瀬谷啓・小倉達次・本多政材・松井太久郎・松山祐三・兩角業作・加藤泊治郎（戰病死）
  - 中佐：相澤三郎
  - 少佐：大山柏・空閑昇（自決）
- 23期（明治42年（1909年）入校、明治44年（1911年）5月27日卒業、明治44年（1911年）12月26日任官、740名）
  - 大將：小畑英良
  - 中將：酒井直次・清水規矩・桜井省三・根本博・西原貫治・坂西一良・神田正種・板花義一・岡田資・佐伯文郎・永津佐比重・鈴木啓久・堀井富太郎・佐野忠義・志位正人・丸山政男・伊東武夫・水上源藏（自決特進）
  - 大佐：大島久忠・橋本欣五郎
  - 中佐：江本茂夫
  - 大尉：板倉孝（憲兵）
  - 韓國留學生:中尉：金光瑞（金顯忠、金擎天）
- 24期（明治45年（1912年）5月28日畢業、大正元年（1912年）12月24日任官、734名）
  - 大將：鈴木宗作（戰死）
  - 中將：櫛淵鍹一・酒井康・柴山兼四郎・秋山德三郎・河邊虎四郎・秦彦三郎・横山静雄・馬場正郎・齋藤義次・澄田ライ四郎
  - 少將：岡明之助（戰死）・東海林俊成
  - 少佐：飯沼守麿
  - 大尉：甘粕正彦・大澤二郎
  - 尉官：岸田國士
- 25期（大正2年（1913年）5月26日畢業、大正2年（1913年）12月25日任官、741名）
  - 中將：武藤章・富永恭次・佐藤幸徳・須藤榮之助・三浦三郎・中村正雄（没後進級）・山内正文・横山武彦（没後進級）・石田乙五郎・田中新一・櫻田 武（戰死）・山崎保代（没後進級）・那須弓雄・青木重誠（戰病死）
  - 少將：横井忠道・上砂勝七
  - 大佐：今村安・臼田寛三・小林吉二
- 26期（大正3年（1914年）5月28日畢業、大正3年（1914年）12月25日任官、742名）
陸軍大將輩出最後期
  - 大將：栗林忠道（戰死）
  - 中將：洪思翊・柳田元三・遠藤三郎・千田貞季・宮崎繁三郎・牧野四郎（戰死）・影佐禎昭・物部長鉾・安部孝一・林義秀・佐佐木登
  - 少將：井上靖・田中隆吉・長友次男・川口清健・住吉正・秋草俊
  - 大佐：東八百藏（戰死）・新井匡夫（特進）・大塚寅雄・李應俊（香山武俊・韓國軍中將）・劉升烈（江本烈・韓國軍少將）・安鐘寅（龜村貞信・韓國軍准將）
  - 中佐：申泰英
  - 大尉：内山雄二郎・金埈元（韓國軍准將）
  - 滿州國軍中佐：朴勝薫（韓國軍少將）
  - 中尉：池大亨（韓國光復軍總司令官）
- 27期（大正4年（1915年）5月25日畢業、大正4年（1915年）12月25日任官、761名）
  - 中將：村田孝夫・木下榮市・納見敏郎（憲兵・自決）・原乙未生・綾部橘樹・久野村桃代
  - 少將：河嶋修
  - 大佐：東宮鉄男（戰死）・星實敏（憲兵）・金錫源（金山錫源・韓國軍准將）・白洪錫（韓國軍少將）
  - 中佐：金仁旭
  - 中尉：張錫倫（韓國軍上校）
  - 少尉：荒木五郎
- 28期（大正5年（1916年）5月26日畢業、大正5年（1916年）12月26日任官、651名）
  - 中將：白銀重二・森赳・長勇・中西良介・池田純久・塚田理喜智・近藤新八（法務死）・宮崎周一
  - 少將：一木清直・後藤十郎（一同戰死特別晉升）・長谷川務
  - 大佐：棚橋真作・芳賀豊次郎
  - 中佐：井置榮一（公務死）
  - 留學生：何應欽（中華民國陸軍一級上將）
- 29期（大正6年（1917年）5月25日畢業、大正6年（1917年）12月25日任官、536名）
  - 王族：陸軍中將李王垠
  - 中將：有末精三・佐藤賢了・後藤光藏・稻田正純
  - 大佐：安東貞雄・内山豪三郎・鳥飼恒男・長濱彰（憲兵、法務死）
  - 中佐：今村久
- 30期（大正7年（1918年）5月27日畢業、大正7年（1918年）12月25日任官、632名）
  - 中將：中川州男（2階級特進）
  - 少將：伊藤鈴嗣・高嶋辰彦・小畑信良・山口槌夫・岩畔豪雄・鈴木敬司・今井武夫・櫻井德太郎
  - 大佐：大石正幸（憲兵）・大迫勝・岡本孝行・戸根木龜之助
  - 少佐：石川祥一・井上辰雄（戰死）
  - 中尉：嚴柱明（韓國軍准將）
- 31期（大正8年（1919年）5月28日畢業、大正8年（1919年）12月25日任官、489名）
  - 中將：有末次
  - 少將：小野寺信・片倉衷・小池龍二・真田穰一郎
  - 大佐：大島卓・大谷敬二郎（憲兵）・垣内八洲夫
  - 中佐：淺井敏夫（戰病死）
- 32期（大正9年（1920年）5月26日畢業、大正9年（1920年）12月26日任官、429名）
  - 皇族：陸軍中將賀陽宮恒憲王
  - 少將：天野正一・能登久
  - 大佐：甘粕三郎・村岡安
- 33期（大正10年（1921年）7月27日畢業、大正10年（1921年）10月16日任官、437名）
  - 皇族：山階宮芳麿王（後臣籍降下成為山階芳麿侯爵（中尉|陸軍砲兵中尉））
  - 大佐：今村方策・水谷一生
  - 中佐：杉本五郎（戰死）
  - 大尉：淺野節・百武俊吉・山口一太郎
  - 少尉：西久保豊成
- 34期（大正11年（1922年）7月28日畢業、大正11年（1922年）10月25日任官、345名）
  - 皇族：陸軍少將秩父宮雍仁親王
  - 少將：池田末男（戰死）
  - 大佐：赤松貞雄・石井秋穗・小尾哲三・清家武夫・武田功・服部卓四郎・松平定堯
  - 中尉：西田税
  - 中退：三好達治
- 35期（大正12年（1923年）7月21日畢業、大正12年（1923年）10月25日任官、315名）
  - 皇族：久邇宮邦久王（後臣籍降下成為久邇邦久侯爵（陸軍歩兵大尉））
  - 大佐：天野勇（戰死）・荒尾興功・石川晉・井戸田勇・大坂順次・藤井貞壽・八原博通・美山要藏
  - 大尉：大岸賴好
- 36期（大正13年（1924年）7月18日畢業、大正13年（1924年）10月25日任官、330名）
根據實際退休年限來晉升，閑院宮春仁王在昭和20年6月晉升為陸軍少將，其他人晉升少將以戰死後用特別進升來論。
  - 皇族：陸軍少將閑院宮春仁王
  - 少將：島村矩康・伊藤盛逸・鈴木真雄・木村正治
  - 大佐：大庭小二郎・志甫健吉・辻政信・西竹一（1階級特進）・西鄉從吾・杉山茂・岡村愛一
  - 大尉：野中四郎

### 陸軍士官學校本科以降
- 37期（大正14年（1925年）7月25日畢業、大正14年（1925年）10月26日任官、302名）
  - 中將：片山二良（2階級特進）
  - 少將：加藤建夫（2階級特進）
  - 大佐：井本熊男（陸將）・今岡豐・奥野一雄・親泊朝省・解良七郎・杉田一次・林三郎・村上正一・山縣有光
  - 中佐：朝山小二郎
  - 少佐：伊藤佐又
  - 大尉：香田清貞・菅波三郎・村中孝次
- 38期（大正15年（1926年）7月16日畢業、大正15年（1926年）10月25日任官、340名）
  - 少將：大曽根義彦（戰死）
  - 大佐：松前未曽雄・大賀時雄・岡村誠之・西岡繁・神崎長
  - 中佐：浦部彰（戰死）・釘宮清重・山本顯弌・了戒次男・若松満則
  - 大尉：安藤輝三
  - 中尉：磯部浅一（一等主計）
- 39期（昭和2年（1927年）7月19日畢業、昭和2年（1927年）10月25日任官292名）
  - 大佐：不破博・堂薗勝二・高山信武・中原茂敏・中澤勝三郎・松田武
  - 中佐：石川明・一戸公哉・井上清一・大橋武夫・釜井耕輝・辻本隼三・牧野靖雄・馬杉一雄・吉田正治（戰死）
  - 留學生：黄瀛
- 40期（昭和3年（1928年）7月17日畢業、昭和3年（1928年）10月26日任官、225名）
  - 大佐：黒田孝男（戰死）・橋田靖（戰死）
  - 中佐：石川秀江・井上忠男・島谷武・吉滿末盛・神笠武登・森丙・宮崎舜市
- 41期（昭和4年（1929年）7月17日畢業、昭和4年（1929年）10月25日任官、239名）
  - 皇族：山階宮茂麿王（後臣籍降下成為葛城茂麿伯爵（陸軍中佐））
  - 大佐：近藤傳八（戰死）
  - 中佐：板垣徹・越次一雄（戰死）・片岡太郎・神野敏夫・山口英治・加藤昌平・水町勝城
  - 中尉：栗原安秀・中橋基明
- 42期（昭和5年（1930年）7月19日畢業、昭和5年（1930年）10月25日任官、218名）
  - 皇公族：陸軍中佐竹田宮恒德王・陸軍中佐李鍵公
  - 大佐：金子昌雄（戰死）
  - 中佐：淺井勇・稻葉正夫・小笠原清・尾關正爾・芝生英夫・竹下正彦・細川直知
  - 留学生：解方
- 43期（昭和6年（1931年）7月22日畢業、昭和6年（1931年）10月26日任官、227名）
  - 皇族：陸軍砲兵少佐北白川宮永久王
  - 大佐：石川泰知（戰死）
  - 中佐：天野良英（陸將）・菊池光明・白井正辰・廣瀬栄一・藤原岩市
  - 中尉：新井勲（失官）・丹生誠忠
- 44期（昭和7年（1932年）7月11日畢業、昭和7年（1932年）10月25日任官、315名）
  - 中佐：岩越紳六・浦茂・國武輝人・白石通教・瀨島龍三・橋詰勇・原四郎・神直道
  - 少佐：宇木素道・三橋泰夫
- 45期（昭和8年（1933年）7月11日畢業、昭和8年（1933年）10月20日任官、337名）
  - 皇公族：陸軍中佐朝香宮孚彦王・陸軍大佐李鍝公
  - 中佐：朝枝繁春・井田正孝・榊原正次・島貫重節・椎崎二郎・李烱錫（若松勇作）・田中耕二（空將）
  - 少佐：明石寛二
- 46期（昭和9年（1934年）6月畢業、338名）
  - 中佐：堀榮三（陸將補）
  - 少佐：飯尾祐幸・緒方景俊（空將）・片倉恕・野口省己・畑中健二
- 47期（昭和8年（1933年）4月入校、昭和10年（1935年）6月畢業、330名）
  - 滿州國元首之弟・醇親王繼嗣：愛新覺羅溥傑
  - 少佐：石原貞吉（公務死）・上妻正康・小林友一・山口立・塚本素山
  - 大尉：井川省（戰死）
- 48期（昭和11年（1936年）6月畢業、388名）
  - 皇族：陸軍少佐三笠宮崇仁親王
  - 少佐：成松長正・秋山登 (陸軍軍人)・今井義郎・衣笠駿雄・高橋正二・代永兵衛
  - 大尉：岩田道孝（戰死）
  - 少尉：後宮二郎（自決）
- 49期（昭和12年（1937年）6月畢業、471名）
  - 皇族：陸軍少佐東久邇宮盛厚王
  - 少佐：岩田清一・中村龍平・溝口昌弘・李鍾贊・蔡秉德（大島秉德）・野田毅（法務死）

### 以降陸軍航空士官學校含
- 50期（陸士1937年12月畢業426名、航士1938年6月畢業54名）
  - 大佐：西尾常三郎（航士、2階級特進、戰死）・新海希典（航士、2階級特進、戰死）
  - 少佐：石川貫之（航士、空將）・朴範集（東林益範）・窪田兼三・曲壽郎・李龍文（山本健雄）・河内山讓（航士）・倉澤清忠（航士）
  - 菲律賓：ホセ・パシアノ・ラウレル（ラウレル大統領次男）
- 51期（"1938年12月畢業461名、"1939年4月畢業）
  - 少佐：荒木護夫・白川元春（航士、空將）
- 52期（"1939年9月畢業508名、"1939年9月畢業）
  - 少佐：井出洋（陸將）・大迫隆・古賀秀正・佐野幹雄・本城正八郎・水谷勝人・吉田穆（航士）
- 53期（"1940年2月畢業1365名、1940年6月畢業）
  - 少佐：赤松嘉次・飯村繁・杉山龍丸・橋本賢次・土生洋平・申應均（平山勝敏）・奧山道郎
  - 大尉：三好秀男・岩本益臣（航士、戰死）
- 54期（"1940年9月畢業1799名、1941年2月畢業）
  - 皇族：東久邇宮彰常王（後臣籍降下成為粟田彰常侯爵（陸軍大尉））
  - 大尉：小川諭（陸將補）金貞烈（香川貞雄）・進藤浩康（航士、戰死）・高品武彦・藤井政美・村上稔夫・佐藤（戰後谷崎）好弘・北畠暢男・佐佐木春隆（日本防衛大學校教官）
- 55期（"1941年7月畢業1755名、"1942年3月畢業）
  - 皇族：陸軍大尉賀陽宮邦壽王
  - 中佐：笹川勉（航士、2階級特進、戰死）
  - 大尉：上原重太郎・牛島茂・曽我邦夫（航士、戰死）・永野茂門・根木基夫（航士、戰死）・藤原彰・劉載興・金昌圭・生田惇（航士）・寺山欽造（航士）
  - 中尉：古賀忠良（馬尼拉迎撃戰死、任陸軍大尉）・園田芳己（戰死）
  - 留學生：丁一權
- 56期（"1942年12月畢業1672名、"1943年5月畢業）
  - 少佐：阿部信弘（戰死）・崔貞根（高山昇・2階級特別晉升(特進)、戰死）・広森達郎（航士、2階級特進、戰死）・水川禎輔（2階級特進、戰死）・田中秀志（2階級特別晉升、戰死）・出丸一男（2階級特別晉升、戰死）
  - 大尉：牛島貞二・藤山二典（航士、1階級特別晉升、戰死）・李亨根（松山武雄）・崔昌植（高山隆）・金鍾碩（日原正人）
  - 中尉：阿南惟晟（戰死）・安藤浩（航士、戰死）・石川廣（航士、戰死）・遠藤榮（航士、戰死）・川島孝（戰死）・山本達夫（航士、戰死）
  - 少尉：阿南惟敬
- 57期（"1944年（昭和19年）4月畢業1268名、"1944年3月畢業）
  - 大尉：桂正（2階級特別晉升、戰死）・荒木春雄（2階級特別晉升、戰死）・後藤光春（2階級特別晉升、戰死）・金泳秀（金山泳秀・2階級特別晉升(特進)、戰死）・猫橋芳朗（航士、2階級特進、戰死）
  - 中尉：鈴木敏通・村上兵衛
  - 少尉：天野三郎（航士、戰死）・柴田禎男（航士、戦死）・西村正英（航士、戰死）・藤井信（航士、戰死）・宮田淳作（航士、戰死）・森本秀郎（航士、戰死）
  - 留學生：朴正熙（日名：高木正雄）
- 58期（"1945年（昭和20年）6月畢業1146名、"1945年3月畢業）
  - 中尉：板垣正
  - 少尉：青木誠一・村井澄夫・山本卓眞・丁來赫（玉岡聖賢）・朴元錫（德田元教）・申尚澈（永田達明）・韓鏞顯（米原旭一）・崔福洙（佳山龍雄）・安光銖（龜村正經）
- 59期（終戰後特別付與畢業資格、陸士1250名）
昭和18年4月1日預科士官學校入學，昭和19年10月13日預科士官學校畢業，同日任命為士官候補生，昭和19年10月14日士官學校入學，同日授予一等兵階級，昭和20年1月15日階級進級為伍長，昭和20年3月15日階級進級為軍曹。1961年59・60期同窗會「國史會」部份人士企劃政變，後以破防法適用事件第1號處置（參照三無事件）。
  - 軍曹：東條敏夫・梶山静六・張昌國・洪承華
- 60期（陸士1824名）
本科學生為一等兵士官學校閉校。
  - 兵長：中條高德・張志良（張本昇男）・李連洙・渡部敬太郎（陸將）・飯尾憲士
- 61期
  - 皇族：東久邇宮俊彦王
  - 森繁弘（自衛隊最後的舊軍出身者。統合幕僚會議長、空將）

## 中国籍留学生
晚清中国军事的积弱造成中国很多有识之士向国外学习先进的军事理念和技术。其中向日本派驻的留学生最多，对中国近代史影响也最大。一般学生先进入东京振武学校，其后再进入日本陆军士官学校。其中曾经于日本士官学校留学的中国人有

### 第一期
第一期40人，1898年冬和1899年春到达日本，进入振武学校补习文化课和日语。1900年7月45名中国留学生从成城学校毕业，根据所选之科目分别进入日本近卫步兵第四联队、日本近卫野战炮兵联队、日本近卫骑兵联队、日本近卫工兵联队经历半年的入伍期实习。1900年12月40人进入日本陆军士官学校第十三期学习，1人在学习期间病逝外，其余39人1901年11月毕业。
- 步科22人：陈其采、铁良、蒋雁行、铁忠、唐在禮、吴锡永、韦汝骢（广东广州 清黄埔武备学堂学兵指挥官）、张显仁（湖南长沙）、吴茂节（安徽休宁 清江苏兵备处总办）、易甲鹇（湖南长沙 清末任标统）、吴元泽（湖北保康 清广西讲武堂监督、湖北将弁学堂堂长、北洋中将）、刘赓云 杜淮川(安徽合肥 南京临时政府陆军第二师师长)、张朝基（上海 清黄埔武备学堂总办）、萧星恒（湖南善化 清第二十一镇统制）、舒厚德、张鸿逵（北洋陸軍大學校长）、李泽均（北京）、陶嶝孝（湖南宁乡 陶森甲之子，南京临时政府十师四十团团长）、高曾会（天津）、吴绍麟（湖南长沙 北洋陆军部军学司司长）、吴祖荫（湖北武昌）、李士锐（天 津 清驻日留学生监督、北洋将军府将军）、段兰芳（湖南长沙）
- 骑兵科4人：王廷桢、吴禄贞、华振基（浙江湖州 民初江南制造局协理）、杜钟岷（贵州贵阳）
- 炮兵科9人：陆锦、张绍曾、万廷献（湖北武昌 清陆军部军制司长、北洋中将）、卢静远、唐在礼、许葆英（浙江海宁 江苏银行总经理、上海文史馆员）、单启鹏（安徽滁洲 清长沙武备学堂教习）、刘邦骥、文华（湖北荆州 清军咨府军咨官、侍读学士）
- 工科5人：贾宾卿（天津 清第五镇十协协统）、章迪骏（湖南长沙 清军咨府军咨官）、邓承拔（湖北武昌 清第八镇十六协协统、北洋工兵上校）、顾藏（广东广州 清四川武备学堂总教习）、徐方谦（湖北武昌）

### 第二期
第二期25人：1901年12月入日本陆军士官学校第十四期学习，1902年11月毕业。
- 步兵科16人：哈汉章 舒清阿（驻防荆州旗人，汉军正白旗 清督练公所总参议、北洋公府顾问）、良弼、冯耿光 应龙翔（湖北汉阳 北洋陆军第二预备学校校长） 萧先胜（湖北德安） 宝瑛（荆州旗人 清湖北陆军小学总办） 吴佑贞（湖北德安 南京临时政府陆军部高等顾问官） 敖正邦（湖北恩施 清第九镇十八协协统、民初湖北陆军小学校长） 蒋政源（湖北武昌） 余明铨（湖北武昌） 杨正坤（湖北汉阳） 华承德（江苏常州）张长胜（湖北武昌）张哲培（福建福州 清广州新军混成协协统） 段金龙（湖北汉阳）
- 骑兵科2人：蒋肇鉴（湖北汉阳） 萧开桂（湖北武昌）
- 炮兵科4人：王遇甲 沈尚濂（湖北恩施 江阴要塞炮台司令）、许崇仪（广东广州） 龚光明（湖北武昌 南京临时政府二等顾问官、北洋陆海军办事处行走） 王麒（福建福州 清第十镇十九协协统、北洋二十七混成旅旅长）
- 工兵科3人：蓝天蔚、易乃谦 陈宦 张学济（湖南芷江 北洋辰沅道尹、湘西护法军总司令）

### 第三期
第三期95人，1903年12月入日本陆军士官学校第十六期学习，1904年11月毕业。
- 步兵科35人：蒋方震、周道刚、许崇智、曲同豐、胡景伊、岳开先、上官建勋（河南光州 清第五镇九协十八标统带官）、朱廷璨（安徽凤阳 北洋第二师第四旅旅长）、卢金山、贾德耀、潘榘楹、孙宗先(北京 北洋第五师师长、直鲁联军第四军军长)、刘之洁、宫邦铎、游寿震(浙江温州) 丁鸿飞（江苏江宁） 罗泽玮（四川绥定）张义新（湖北德安） 王体瑞（广东广州 清黄埔武备学堂学兵指挥官） 刘询 刘鸿逵（北京 四川督办公署杨森的总参谋长）康宗仁（天津）王玉琳（天津）何国华（山东济宁 清末曾任云南新军协统、袁世凯称帝时任赴滇宣慰使）孙树林(北京 保定军校校长) 祝谦(浙江松州) 游捷(湖北武昌) 赵学方(安徽凤阳) 陈慰(浙江温州 南京临时政府陆军部高等顾问) 张松柏(直隶天津 北洋第七师十三旅旅长) 张怀斌 周文炳(安徽凤阳 北洋第六师师长) 程尧章(安徽颍州) 马廉赙(安徽颍州 北洋将军府将军) 李成霖(山东烟台 北洋将军府将军) 张毅
- 骑兵科12人：高尔登、蒋尊簋、蔡锷、陈文运、王丕焕、程侍墀（安徽徽州 北洋陆军第十三师参谋长）、齐灏（安徽凤阳） 苑尚品（山东曹州 北洋骑兵第一旅旅长、山东省警务处长） 黄瓒（浙江温州） 张仲元（北京） 杨寿柱（江苏常州） 干玉龙（辽宁金州） 陈荆（湖南湘乡 曾参加镇南关起义、钦州起义）  魏邦平
- 炮兵科28人：章亮元（浙江宁海 北洋浙江陆军测量局局长）、徐孝刚、周家树（湖南宁乡 湖南军务司司长、陆军少将、黄埔军校教官）、吴光新、张树元、王汝勤、傅良佐、韩国饶（河南光州 清十九镇炮标统带、援川滇军司令）、蒋廷梓（江苏徐州 北洋兵工厂统率办事处督办处处长、陆军中将）、刘景烈 祁文豹（浙江宁海 曾加入光复会） 柯森（浙江台州） 吴晋（江苏常州 北洋安国军政府外交处次长）吴金声（江苏镇江 曾任袁世凯军事咨议） 陈懋修（江苏江宁 南京临时政府第三师师长、江苏督署参议官） 童焕文（安徽全椒 北洋陆海军大元帅统帅办事处军械所主任） 管云辰（江苏淮安） 崔霈（江苏徐州 黄埔军校教官） 陈正仁（河南汝宁）段景勋（安徽合肥） 田书年（天津 北洋政府统帅办事处军令所主任、陆军少将） 金玉清（江苏常州） 高有成（安徽凤阳）马风廷（北京）周良才（安徽凤阳） 李馨（天津 北洋将军府恒威将军） 朱文藻（安徽庐州 北洋第八师团长，参加1912~1913平息蒙乱之役） 陈文煜（北京）
- 工兵科15人：张孝准、姚鸿法（江苏镇江 清山西四十三混成协协统、北洋统帅办事处参事）、虞克震（安徽庐州 保定军校工兵科长）、 程干青（浙江宁海 清江南陆帅武备教习） 刘荃业（福建福州）金麒（上海） 徐朝宗（浙江绍兴 学成归国后不久病逝） 柯佐清（浙江台州） 林调元（浙江温州 南京临时政府陆军将校联合会协理）李振身（浙江绍兴） 孙铭（江苏江宁 清第四镇七协协统、九镇十七协协统） 周家诚（浙江台州 黄埔军校上校编释处总编辑） 王光照（江苏江宁）高景炜（河南陈州）齐国璜（安徽徽州 曾整理出版《兵经百篇》）
- 辎重科4人：汪庆辰（安徽徽州）、方咸五（江苏扬州）毛继成（山东武定 国民政府中央军校办公厅主任、军训部辎重兵监） 杨祖德（山东莱州 保定军校校长）
- 科别不明：魏宗瀚（直隶真定 北洋第九师师长、定国军参谋长） 赵立泰（清末任安徽新军混成协协统） 张世庸（辛亥前任第六镇正参谋官）

### 第四期
第四期83人。从此开始单独编为中国留学生队。1906年12月－1908年5月在校学习。
- 步科：张承礼（浙江杭州 保定军校教育长）周承炎（浙江杭州 辛亥浙江光复总司令）蔣作賓 傅一锐（浙江杭州 二次革命时任浙军副旅长） 钱家沅（浙江杭州） 石星川 魏兰 李宣倜 吴祉贞（湖北德安 南京临时政府陆军部高等顾问官） 刘一清（湖北武昌 清二十镇正参谋官、护国蜀都督府高等顾问）程守箴（湖北新洲 清广西干部学堂总办、辛亥北伐第一军参谋长）覃师范（湖北蒲圻 北洋统帅办事处参事、汪精卫政权陆军参谋部次长）杜锡钧 金永炎 徐卓（浙江杭州 辛亥南京政府陆军第二师参谋长）吴经明（湖北恩施 北洋陆军部军学司长、国民政府中将，吴国祯之父）吴钟熔（浙江温州 清四川陆军速成学堂总办、四川陆军讲武堂总办） 窦洪胜（湖北武昌）裕宽（湖北荆州旗人） 祺昌（湖北荆州旗人）沈尚朴（湖北施南 清四川陆军小学堂总办）吴杰（浙江杭州 安国军二方面军三军四十六师长、国民革命军第四十二军军长）张学龄（山西太原）高佐国（湖北宜昌 辛亥南京政府陆军第一师师长）张斯鹿（江苏镇江 南京临时政府三师六旅长）王家驹（湖北枣阳 清四川督练公所提调、辛亥山西民军参谋，阵亡于蒙乱）何澄 赵康时（湖北郧县 清云南陆军讲武堂乙班主任） 饶景华（广东兴宁 虎门要塞司令） 何佩瑢 余钦翼（湖南常德 清湖南第五十标统带、北洋政府中将参军） 田应诏（湖南凤凰 湘西镇守使、滇黔靖国联军第一军总）张明远（湖北荆州旗人） 李云龙（湖南长沙） 陶德瑶（湖北襄阳 南京临时政府第八师十六旅三十一团团长）刘立鳌（湖南长沙） 寿昌田（浙江绍兴 福建银行总经理）
- 骑科：沈纲（福建福州）王琪（直隶北京 北洋陆军第十三混成旅旅长）刘毅（湖南长沙 南京临时政府第五师师长）庆芳（湖北荆州旗人） 汪莹（安徽徽州） 唐克明 蒋隆芬（湖南长沙 清四川第十七镇马标统带、四川陆军第1镇骑兵标标统、湘军第6混成旅第19团团长、广东陆海军大元帅府高级参谋） 萧思鹤（广东广州） 卢牟荣（广东广州） 王煦（浙江杭州） 山有升（湖北汉阳） 汪树壁（安徽徽州） 方聲濤 刘嗣荣
- 炮科 李祖植（江苏常州） 翁之毂（江苏苏州）庄翼（江苏常州）周斌（湖北襄阳 北洋陆军大学教育长、黄埔军校中将教官）朱兆熊（湖北孝感 鄂军第一师一旅旅长、北洋将军府平威将军）噶勒炳阿（湖北荆州旗人）姜明经（湖北黄冈 国民政府湖北水利厅长）向瑞琮（湖南宁乡 辛亥湖南都督府军务部长、北洋总统府军事参议）史久光（江苏镇江 清第九镇正参谋官、北洋参谋本部第五局局长）沈郁文（湖北汉阳 北洋陆军部军务司司长）熊祥生（湖北安陆 北洋十五师十九旅旅长、湖北烟酒公卖局局长）刘维焘（广东潮州 同盟会会计科长未到职）曾继梧（湖南新化 湖南陆军第三师长、湖南护国一军总司令兼二师师长）刘燮元（湖北荆州旗人）邵保（湖北武昌）马袒全（湖北武昌）梁训勤（福建福州，1946年国大代表）童序鹏（湖北汉阳） 李造（浙江海宁）陈璩章（湖南永州 两广护国都司令部上校参谋）
- 工兵科 翁之麟（江苏苏州 辛亥江浙联军副参谋长、北洋陆军部军械司司长）王永泉（天津 北洋福建省长、将军府溥威将军）李祖宏（江苏常州）张策平（山西太原）陈从义（安徽庐州）刘绳武（湖北汉川 陆军第四中学校长、北洋总统府少将武官）双祥（湖北荆州旗人）那玛善（湖北荆州旗人）王若俨（浙江杭州）
- 辎重科 王占海（河南汝宁）萧鸿升（湖北京山 北洋中将，黎元洪总统府待卫武官）汪标（浙江杭州）

### 第五期
58人。1907年7月至1908年11月
- 步科：王孝缜（福建福州 二次革命讨袁军第八师十五旅旅长）沈同午（江苏常熟 清第九镇十七协协统、汪伪江苏清乡督办）王风清（湖北汉阳 国民政府军政部代理常务次长、湖北陆地测量局局长）黄恺元（湖北宜昌 二次革命江苏讨袁军参谋长，后为僧）石铎（浙江温州 北洋浙军第一师一旅旅长、国民革命军十九军代军长）李书城 何成浚 胡百炼（湖北郧阳 国民政府军事参议院参议）黄本璞（湖南黔阳）陈乾 李致梁（湖南常德）林肇民（福建福州 国民政府军事参议院参议）李浚（湖北襄阳 辛亥南京政府第八师十五旅二十九团团长）钟体乾 夏占奎（湖北黄州 武昌首义后任民军第二协协统，国民政府少将）雷寿荣 蒋国径（湖南常德 辛亥湖南陆军第四师师长）陈之骥（直隶遵化 二次革命讨袁军第八师师长，冯国璋之婿）谢武炜（湖北黄州）舒和钧 蔡绍忠（湖北襄阳 武昌首义后任军政府军务部副部长）刘保原（江苏常州）王文卿（湖北襄阳 民初南洋宣慰使、北洋浙军副司令）
- 骑科：袁华选（湖南宝庆 二次革命讨袁军第八师参谋长）伍毓瑞（江西南昌 建国桂军第二军军长）汪镐基（浙江嘉兴 北洋浙军第四旅旅长、国民政府训练总监部炮兵监）范熙绩（湖北汉阳 国民革命军37军副军长、湖北省保安处长）邬致权（四川成都 保定军校骑兵科教育长、平汉铁路局北平管理处长）锡琨（满洲镶黄旗）张翼鹏（湖南长沙 国民政府湖南省代主席、桂系第四集团军参谋长）刘栎茂（湖南常德）吴元钧
- 炮科：谭学夔 简业敬（湖北汉阳）陈仪 杨齐凤（湖北宜昌）金在兹（湖北宜昌）涂永（四川成都 四川陆军讲武堂监督、四川陆军测绘局长）石陶钧（湖南宝庆 中央军校长沙分校校长）叶秉甲（湖北随州 保定军校炮兵科长）李实茂（湖北汉阳 国民政府训练总监部参军）春群（湖北荆州旗人）沈汪度（湖南长沙 滇军第二师师长）何海清 杨揆一
- 工兵科：王凯成（浙江杭州 清四川陆军讲武堂堂长）吴和宣（安徽安庆 云南讲武堂教育长、云南都督府参谋厅第一部部长）殷承献（云南曲靖 辛亥云南军政府参谋部总长、川边镇守使）姜登选 张炳标（湖北汉阳）杨源睿（湖南新化 湖南陆军第十九师师长）丁衡（浙江绍兴）庄光宗（浙江常州）易迺谦（湖北汉阳 清陆军部军务司司长、北洋政府陆军部常务次长）
- 辎重科及科别不详者：朱先志（江苏常州）董绍祺（曾任清末广西陆军小学堂监督）危道丰（湖南黔阳 辛亥革湖南都督府参谋部长、北洋政府上海县县长）李任 袁宗瀚（民初曾任湘军第三师第六旅旅长）齐琳 陈其善 高兆奎 徐定清（民初曾任江西陆军第二师参谋长）陈毅（曾任北洋西北筹边使）
- 宪兵专科第二期：殷学璜（湖北汉阳 北洋北京宪兵学校校长、中将）

### 第六期
143人。1907年12月入学，1908年11月毕业。
- 步科：冯衡（江苏常州）谭瀛（广东肇庆）孙国英（天津）杨邦藩（江苏无锡 北洋十三混成旅参谋长、国民政府训练总监部军学编译处总编辑）厉尔康 王肇基（广东广州 广东陆军第一师第一旅旅长、两广护国都司令部参谋部附）杨廷溥（四川重庆 北洋陆军部次长、国民政府驻日本使馆中将陆军武官）世铭（广东广州旗人）胡谦（江西兴国 黄埔军校教育长、东征军参谋长、第六军十师师长）秉钺（浙江杭州旗人）窝什图 王桂山（福建福州）尹扶一（湖北恩施 北洋陆军大学教育长、国民政府军政部参事）覃鎏钦（广东广州 民初广东都督府参谋长）穆恩堂（山东青州 北洋湖北第一混成旅旅长）龚维疆（安徽庐州 北洋陆军部军务司司长）孙传芳 沈觐恩（福建福州）胡棠（江苏扬州）李孔嘉（广东广州 黄埔军校少将委员）谢昭（广东广州）朱启舜（浙江绍兴）长清（湖北荆州旗人）黄金桂（江苏江宁 山西陆军第二混成旅参谋长）赵士槐（海南海口 民初奉广东都督胡汉民派回海南主政）张华辅（湖北应城 黄埔军校教授部主任、训练总监部副监）赵复祥 李根源 林爽（四川成都 川军第二师参谋长）张济元（山东济南 北洋政府陆军部参事）张荣光（广东广州）梁光谦（广东广州）丁慕韩（四川江津，曾为尹昌衡幕僚）尹昌衡 胡万泰（安徽寿县 曾任安徽陆军第一师师长）志元（京旗正红旗）刘存厚 彭道成（湖北兴山）荣宣（湖北荆州旗人）卢启泰（湖北汉阳 云南省防军第二师参谋长）刘宗纪（直隶河间 五省联军总参谋长（直系）、伪北京市社会局局长）马名骥（河南开封）连城（京旗正白旗）胡学坤（湖南沅州）宫其彬（广东南雄）黄国梁（陕西汉中 清山西新军八十五标标统、山西兵站总监、兵工厂总办）刘汝贤 罗佩金 景斌（绥远镶红旗 北洋绥远第一混成旅参谋长）刘祖武 车贺龙（广东高州 两广护国军第六师师长、高雷镇守使、北洋陆军部咨议）孙杰（安徽寿州 南京临时政府第四师师长）吴藻华（江苏常州 晋军第九师师长）刘成（江西吉安）周骏 楊文愷 陈强（湖南武陵 北洋湖南省审计院院长）孔昭度（广东广州 两广护国第一师参谋长）邱志龙（四川成都 保定军校战术教官）欧阳武 炳炎（旗人）郑长垣（直隶顺天）荣琨（京旗镶黄旗）刘国梁（安徽安庆）李万祥（云南临安 清广东新军混成协协统）王兆翔（湖北宜昌 护国第二军参谋处长）李德湖（安徽寿州 清安徽陆军小学堂监督）蓝任大（广东惠州）余英华（广东惠州）印荣（京旗汉军正蓝旗）卢焕（直隶定州）李伯赓（云南大理 滇军总参谋长）戈宝琛（北京 北洋第二十一混成旅参谋长）莫擎宇（广东广州 广东潮梅镇守使）乔煦（山西太原 辛亥山西民军东路军前敌司令）孙绍基（浙江绍兴 清第十七镇三十四协六十七标标统）魏国钧（陕西同州）张瑜（山西太原 辛亥山西民军北路军司令）蒲鉴（江苏南京 南京临时政府陆军第三师参谋长）沈靖（浙江温州 孙中山广州大元帅府陆军部练兵处参谋长）崇恭（京旗正黄旗 清奉天陆军小学堂总办）阎锡山 王振（山东青州 直鲁联军二十四军军长）万德尊（湖北潜江 北洋察哈尔都统、将军府藩威将军）孔庚 李鸿祥 恩锡（江苏江宁旗人）叶荃 绍祺（四川成都旗人）蒋荫曾（直隶永平）杨曾蔚（河南开封 广西陆军干部学堂监督）李敏 高声振（湖北黄州）叶佩薰（湖北黄州 军事委员会战史编纂处副处长、委员长待从武官）王隆中（湖南长沙 辛亥援鄂湘军第一协统领）郑开文 吴剑学（湖南湘乡 湘军第四军军长）仇式匡（湖南湘阴 南京临时政府陆军部军衡司司长） 梅焯敏（湖南长沙 辛亥湘军北伐军总参谋长、国民政府少将）王鉴珍（直隶正定）朱树藩（湖南凤凰 北洋湖南检查使）叶成林 左全忠（湖南衡阳）潘志岐（江苏苏州）姚以价 程子楷 张开儒 王旋 梅馨（湖南龙阳 湖南陆军第五师师长纪堪颐）谏晋 李铎 张天骥（惠州查办使）李乾黄 绥生 张鹗翎（河南 辛亥革命援豫威武军副司令）林仲镛（云南讲武堂少将教官、护国军补充旅旅长）李显谟（上海 辛亥上海商团军总司令）王树榕（河南鹤壁）马开崧（陕西 辛亥革命山西都督府军政部副部长）张学骞（直鲁联军八师十六旅旅长）许烈坛 陈模 耿文 傅鑫（南京临时政府第三师骑兵团长）盧香亭 张凤翙 金凤巢（山西 国民政府少将）熊一弼 黄毓成 刘屏周 顾品珍 张维清（曾任山西军械局局长）刘法坤（云南龙泉 护国军第七师十三旅旅长）张国威（曾任五省联军浙军独立炮兵旅旅长）朱綬光 文贵 陈时彦 韓麟春 丁续余（曾任驻粤滇军参谋长）马林 秦觉 温寿泉 谢汝翼 陈元泳（曾任北洋陆军第一师第二旅旅长）彭琦 庾恩旸 史秉直（曾任南京临时政府陆军第十师炮兵团长）刘虎臣（曾任北洋陆军第十三混成旅第三团团长）周蔭人 周家干（湖南宁乡）唐继尧金荣藩 李炜章（曾任北洋浙军第一师第二旅旅长）孙方瑜 葛光廷（曾任热河兵备处总办、北洋第四混成旅旅长）孙永安（曾任云南省防军第一师第一旅旅长、护国军陆军宪兵司令）赵恒惕 钟鼎基（曾任陈炯明粤军第一师师长）
- 炮科：辜仁发 田遇东（直隶广平 广西陆军干部学堂兵器教官）周宗祥（直隶河间）李烈钧 程潜 童锡梁（湖南宁乡 湖南军务部长、长沙省城防守司令）苏焕图（广东广州 两广护国都司令部参谋部附）得全（京旗汉军镶黄旗）武滋荣（山西汾州）顾祥麟（江苏常州 吴佩孚派往阎锡山处代表）张耀（湖南长沙）王宝善（山西太原）张厚德（天津）黄承恩 冯家俊（直隶河间 北洋陆军第二师参谋长）萧奇斌（曾任北洋陆军第十四师二十八旅旅长）杨尚志（陆军部参谋司炮兵科科长、湖南都督府军务课长）
- 工兵科：黄慕松 韩凤楼 杨志澄（广东嘉应 四川陆军新编第一旅旅长）陈其蔚（浙江金华 二次革命浙江陆军24师47旅93团团长）梁心田（山东济南）林文英（福建福州 清第十镇工程营管带）禧光（满洲镶黄旗）徐家容（湖北襄阳） 余鹤松（江西抚州 辛亥江西陆军第一混成旅旅长）罗炜（四川嘉定 四川陆军讲武堂堂长）吴乐三（山东沂州） 成炳荣（湖北荆州 辛亥湖北民军第三协协统、浙江都署少将参议）欧阳沂 陈宏萼（广东澄海 受陈烔明派为潮灿安抚使）王廷治（云南昆明 云南省防军第一师第一旅旅长）刘洪基（直隶顺天 南京临时政府第三军副官长）华世中（天津 北洋陆军部科长、少将）萧祖康
- 辎重科及科别不详者：刘乃勋（直隶冀州 北洋陆军第十五师参谋长）江隽（湖南岳州）吴友松（湖南常德 辛亥湖南岳州兵站站长）焦纯礼 杨吉祥（云南楚雄 清第十九镇正参谋官，死于云南辛亥重九起义）谢家琛（直隶天津）吴炳元（湖北安陆）张鼎勋（安徽合肥 1884~ 北洋西北边防军第四混成旅旅长）杨肇锡（曾任刘存厚部川军第一军第二师独立旅旅长）唐莽（曾任辛亥岳州镇守司令官）张亮清（曾任陆军大学战术教官）

### 第七期
55人。1908年11月至1910年5月
- 步科：王深（福建福州）周应时（江苏常州 护法军政府(广州)代理参军长、军务司长）唐义彬（湖南宝庆 湘军总部参谋长）吴思豫 孙象震（安徽颍州 国民政府安徽省保安处参谋长）隆寿（北京旗人）周焱儒（贵州贵阳）陈经（四川新津 护国时任川军第三师第六旅旅长）孙葆容（福建福州 国民革命军总司令部军法处长）寿明（京旗正黄旗）包述先（甘肃巩昌 北洋绥远都统署参谋长）关松秀（绥远归绥）勤伦（北京旗人）张鼎勋（安徽庐州 北洋西北边防军第四混成旅旅长）陆光熙（浙江绍兴 清山西巡抚陆钟琦次子，辛亥太原起义时被义军击毙）姚受唐（曾任皖系边防军第四混成旅旅长）何浩然（浙江温州）巨纯如（北京）鸿宾（直隶天津旗人）徐树铮 吴观乐（直隶正定 五省联军第六混成旅旅长、伪河北省长）张寿熙（安徽合肥）唐之道（直隶大名 北洋第二十师参谋长、国民一军第九师师长）陆绍武（安徽颍州） 培模（陕西西安旗人）春荣（江苏京口旗人）徐涛（江苏南通）朱熙
- 骑科：曾鸿图（四川雷波 四川军官学校校长）陈复初（湖南辰州 湖南陆军第二师师长）李长润（山东济南）金寿良（京旗镶黄旗 山东军务督办公署参谋长、江苏省苏常镇守使）杨荩诚 张文林（直隶正定）尹同愈（江苏淮安 北洋陆军部参事）余范传（湖南长沙 北洋湖北督军署高参）宋邦翰（安徽庐州 西北边防军（北洋皖系）第一混成旅旅长）杨翼（湖南宝庆）
- 炮科：方日中（河南光州 北洋湖北督军公署参谋长）邓翔华（四川重庆 安国军大元帅府军政署陆军军务司长）张文通（直隶河间）张益谦（陕西同州 辛亥陕西民军）鹏兴（江苏南京）颜景宗（直隶河间 五省联军第六方面军总司令）余维谦（陕西同州 两广护国都司令部第四师参谋长）张汉堂（直隶河间）程晋煌（江苏江宁 巩县兵工厂厂长）宋子扬（江苏徐州 西北边防军（北洋皖系）第三混成旅旅长）吴景震（福建福州）彭廷衡（湖南永顺 湖南讲武堂总办）邓翊华（曾任北洋安国军政府军政署陆军军备司司长）
- 工兵科：张宣（湖南长沙）文祺（四川成都 四川陆军军官学堂特别官佐）江煌（安徽宁国 安徽陆军测量局局长）接宗（湖北荆州旗人）程恒式（江苏江宁 北洋陆军第二十四混成旅参谋长）

### 第八期
54人。1909年12月至1911年5月
- 步科 戢翼翘 姜梅龄（云南弥勒 滇军总司令顾品仙参谋长）张辉瓒 张焕相 于珍 谢刚德（四川成都 北洋政府参谋本部第七局局长）孙学渊（四川遂川）路孝忱（陕西西安 国民革命军新编第13师师长）王之藩（奉天新民）李盛唐 张子贞 张鉴衡（奉天开原）应振复（奉天辽阳 奉系第二十七师师长、伪满宪兵司令部司令）于国翰（奉天铁岭 安国军总部军事部参谋处长、鸭绿江采木公司理事长）王琦昌（四川资川 四川陆军测绘局长）王興文（奉天辽阳 哈满护路军参谋长，第二次直奉战争中阵亡）彭士彬（奉天铁岭 韩复榘在山东任山东省主席时曾在山东任职）丁澄复（奉天昌图） 王靜修（热河承德 1879~ 东北边防军驻黑副司令、伪满第五军管区司令官）泽溥（奉天正红旗） 陈嘉佑 德山（北京旗人）施承凯（奉天辽阳） 郑遐济（安徽六安 伪天津警察局局长）孔繁蔚 李刚培（湖南长沙）金鼎彝（安徽安庆 辛亥安徽军政府军械科科长）延年（奉天镶黄旗）丁超
- 骑科 刘德权（奉天正白旗 黑龙江全省警务处长兼省会警察厅长，后投日）孙德馨（天津）潘守蒸（山东济宁 湖北陆军第一混成旅旅长）雷崇修（陕西西安）熙洽 邢士廉 田宗滇（湖南永顺）刘睿桥（奉天兴仁 北洋河南陆军第一师参谋长）赓都（奉天镶黄旗）何廷榆（直隶永平）张修敬（江苏江宁 黄埔军校副教育长、国民政府训练总监部炮兵监）方鼎英
- 炮科 景云（奉天正蓝旗）周炯伯（四川资兴 辛亥四川军政府参谋次长）王风鸣（热河承德）张厚琬 杨宇霆 宋式孱（湖南长沙 辛亥岳阳镇守司令部参谋长）吉兴 尹凤鸣（河南开封 北洋政府陆军部参事）陈荆玉（热河承德 民初广东省长公署军事参议）王坦
- 工兵科及科别不详者 邹序彬（湖南宝庆 护法湘军第二师第四旅旅长）王静寿（奉天复州 北洋第二十八师参谋长，少将）夏尊武（江苏大仓）赵钟奇 金麟（京旗镶红旗）吴元敏（湖北荆州 国民政府吉林警备司令部参谋长、伪满第八军官区司令官）张恕（奉天 吉林督军署参谋长（奉系）、伪满北满铁路监事长）马锡麟（直隶 伪满吉林省军政厅副厅长）王滋栋（奉天北镇 东三省陆军整理处总务处长（奉系）、伪满锦州省省长）

### 第九期
37人。1910年12月入学，1911年11月因辛亥革命而退学
- 步科：杨裕三（江西吉安 民初热河混成旅第二团团长）长升（湖北荆州旗人）吴安伯（江西南昌 桂军军官学校刘震寰部监督、黄埔军校高级班副主任）宋鹤庚 增荣（北京旗人）杨曲钦（直隶保定）戴作楫（江西吉安）李源昆（北京 北洋第九师第三十三团三营营长）刘召棠（北京 国民政府第十九军军长）维新（北京旗人）张惟圣（江西南昌 两广护国都司令部第三师参谋长）潘祖培（河南开封 曾任北洋边防军团副）张庄（湖南长沙）彭寿恒（湖南长沙）吕烈培（河南开封）于镜澈（四川成都）增福（北京旗人）张子固（河南开封）张宗福（陕西西安）郭庆藩（湖南长沙）会超（四川成都）田壁成（河南开封 ~1917 因从事革命活动被北洋军阀捕杀于上海西炮台）田执中（直隶保定）王廷藻（江西抚州 1912年在江西任团长）荫奎（北京旗人）段志超（安徽安庆）文巨（北京旗人）刘恩波（北京）
- 骑科 英启（北京旗人）燕书春（直隶正定）王金鈺 臧式毅 刘文明（安徽合肥 北洋长江上游司令部第二旅旅长、兵工专门学校总办）奎山（北京旗人）夏述唐（湖南邵阳 驻粤滇军方声涛第六军第九旅旅长）
- 炮科 齐宝贤（山东临清）
- 工兵科 白宝瑛（北京）
- 科别不详 林修梅

### 第十期
34人，1914年2月至1915年5月
- 步科 关颖凯（北京旗人，1948年国大代表）黄秉衡 马登瀛（山东高密 国民政府第十军副军长）馬曉軍 杨允华（江苏徐州 国民政府江阴要塞司令）杜炳章（四川邛州 国民政府四川省政府委员）傅振义（福建漳州 西康屯垦使陆军军官讲习所教员）李应生（安徽合肥）刘克复（陕西汉中）钟义（贵州贵阳）宣传谟（安徽庐州）李培尧（河南开封）梁志修（广东惠州）
- 骑科 燕骥（热河镶白旗）武铭（直隶大名 五省联军卫队旅旅长，1929年任第四十七师副师长）韩树勋（黑龙江呼兰）石杰（北京 1927年在任中央陆军学校技教室总教官）林振雄（广东嘉应 黄埔军校管理部主任、中央军校教育长）杨文田（直隶广平）陈韬（江西广信 国民政府军政部军械司司长）许雷（江西九江）关克勋（吉林市）夏绍虞（河南光州）王烈（浙江杭州 陕西靖国军左翼总司令部参谋长）赵以宽（天津 国民政府兵工研究委员会专任委员）王柏齡 張羣 黄宫石（广东惠州）张为珊（四川西昌 国民政府参军处典礼局局长、伤兵委员会委员长）戴师韩（江苏南京）唐祺瑞（广东广州）
- 工兵科 徐鄂（湖北荆州）唐芬若（湖南宝庆）周元哲（陕西西安 国民政府陆军工兵学校研究委员，少将）

### 第十一期
19人，1914年12月至1916年5月
- 步科 许宝琮（安徽合肥）何应钦 廖益（四川成都）王绳祖（云南大理 第一集团军（蒋系）参谋长、国民政府国民军事教育处处长）张泗崴（陕西西安）陈鸿庆（湖北武昌）
- 骑科 方诚钺（安徽安庆）詹振黄（湖南长沙 曾在黄埔军校）胡清华（河南南阳）
- 炮科 朱绍良 徐国享（安徽安庆）张春浦（北京 黄埔军校教授部副主任）缪庆润(江苏常州) 谷正伦 辜仁发
- 工兵科 李毓华(贵州兴义 贵州讲武堂教官)
- 辎重科 賀耀組 萧其昌(福建福州 中央军校战术教官)

### 第十二期
20人 1917年12月至1919年5月
- 步科 趙巽（江西）杨正治（湖南乾州 国民政府五十三军军长）戴联玺（直隶 东北军卫队第二总队少将总队长）张述骞（奉天）张贯一（奉天）许敬显（山西临汾）乐云奎（奉天）齐知政
- 骑科 何柱国 梁济（广西） 马锡麟（直隶 国民革命军东北军665团团长、伪吉林剿匪军副司令） 高子振（直隶）
- 炮科 钱大均 史久仁（浙江）杨诚（浙江） 邬作华（吉林）
- 工科 郭尔珍（山西 汪伪蚌埠绥靖公署参谋长） 帅崇幸（云南）
- 辎重科 毛福成（云南 训练总监部辎重兵监） 徐景唐

### 第十三期
18人，1920年10月至1922年7月
- 步科 胡文斗（甘肃天水 国民革命军第六军军长）张卓（贵州 国军第一军军长）刘震清（直隶 国民革命军独立四十三旅旅长）李明灏 云成锦（直隶）
- 骑科 张寿汾（直隶） 赵宣（直隶）
- 炮科 王和华（直隶 预备第六师师长、华中军政长官公署副参谋长）姚北辰（河南洛阳 国民革命军第十五军副军长）徐廷瑗（直隶 冯玉祥五原誓师时任国民联军军务处处长）张彬（直隶）段茂淇（直隶）梁鉴堂
- 工兵科 李德言（直隶）曹濯章（直隶）
- 辎重科 杨耀东（直隶）王嘉楠（直隶）

### 第十四期
19人 1921年10月至1923年7月
- 步科 吴锡祺（直隶 冯玉祥第二集团军参谋处长、冀察政务委员会咨议、兵役部征补司长）孙树华（安徽）刘钟淇（直隶）张轸
- 骑科 章鸿春（浙江湖州 骑兵学校校长、军政部附兼军训部骑兵监、浙江文史馆馆员） 梁鴻藻 曹秉森（直隶 东北军骑兵团团长、伪满江上军中将司令、1966年特赦）
- 炮科 唐星（湖南新化 黄埔入伍生部副主任、长沙绥署副主任）齐懋（直隶）张季英（江苏 东北军十七旅团长、中东事件阵亡）任青云（直隶）庐光（直隶）陈炳坤（安徽全椒 军政部炮工处处长）景录珊（吉林）
- 工兵科 郭宗汾 廖士翘（江西修水 江西省保安处处长、翻阳湖警备司令）王俊（广东）
- 辎重科 李国良 林敬

### 第十五期
22人 1922年11月至1923年7月
- 步科 汲绍清（奉天）董学周（云南）陈之毅（云南）华世铎（云南）杨桢（云南）马绍基（广东）毛景周（贵州龙里 黔桂抗曰救国军第四纵队司令）
- 骑科 洪蹰（云南）黄毓能（云南）石维岳（吉林双辽）
- 炮科 万保邦 叶仁基（云南）李如炯（云南）余华沐（广东台山 第九战区干训团教育长）陈隐冀（广东 军政部兵工署军械司司长）沈毅武（云南）区乃洲（广东）
- 工兵科 马崇禄（云南）李增润（云南）李卓元（广东 中央军校工兵主任教官、一八六师师长）尹隆举（云南大量 工兵少将总指挥、1949云南省第四区公路局局长任长起义）陈哲（广东）

### 第十六期
2人，1923年10月至1925年7月
- 步科：唐绍武（唐继尧之子）、唐绍骧（唐继尧之子）

### 第十七期
4人，1924年10月至1926年7月
- 步科： 赵懿岳（江苏）陈捷华（江苏）
- 炮科：刘峻泽（奉天）
- 工科：周永素（奉天）

### 第十八期
24人，1925年10月至1926年7月
- 步科 朱式觐（奉天辽阳）韩绍约（彰武蒙古族 即甘珠尔扎布，伪满第九军官区司令）赵石羽（奉天沈阳 即赵唯刚，中共满洲特科秘书长，中国人民解放军开国大校，哈军工炮兵系主任、化工部外事司司长）苏正铨（奉天辽阳 伪满禁卫步兵团团附）淳于飚诗（山东登州）方步文（贵州贵阳）罗立山（湖南桃源）张宏义（八路军386旅772团敌工股股长、前总情报处第四科工兵参谋，1942年底在处理电雷管时发生爆炸事故牺牲）王维明（江苏南京）王毓文（山西夏县 国民革命军第九十七军军长、整编第五十二师师长）李国琛（湖北）汤恩伯 黄国伟（江苏南京）孙必仁（湖北汉阳）薛元震（山西稷山）陈锡离（湖南新宁）鲁若山（湖南）秦文瀚（山西永济）雷宜文（湖南永顺）甘海澜（四川 1952年作为农工党代表出席上海市第二届各界人民代表会议）向明岐（湖南永顺）
- 骑科 宪原（肃亲王善耆十一子 伪满江上军司令、中将）罗振钺（江苏）
- 工兵科 潘宝泰（奉天 整编五十二师参谋长）

### 第十九期
79人 1926年10月至1928年7月
- 步科 高胜仑（奉天）杨志渠（贵州印江 汪伪浙江保安第三团团长）侯匡（四川重庆）李芳荣（河南汝南）刘毓祺（山东菏泽）冯岳（四川）曾祥球（江西吉安）李书箴（直隶枣强）梁有庆（广东台山）高攀桂（河南桐柏）王成桂（四川成都 国民革命军第三十二军141师4旅补充2团团长，1937年河北正定抗战阵亡）贾振中（安徽涡阳 177师529旅1058团团长）胡行仁（河南西平）刘毅超（湖南湘潭 中央军校战术教官）黎广诗（河南淮阳 第三十三集团军总司令部少将高参）王天锐（福建闽侯 曾在福建卢兴邦部任职，一六事变时任卢部先锋团团长）姚风谦（河南郑县）熊克禧（江西安义 九十六师五六七团团长、二·二八时任臺灣警備總司令部少将）陈西仲（四川叙永）李师莲（云南永善）熊德华（四川忠县）甄兆芝（广东台山）熊渭（江西安义）傅乐群（四川长寿）李书盛（直隶枣强）吴三缄（河南信阳 冯玉祥第二集团军军官学校教官）刘永庆（四川忠县）潘封梗（湖南湘乡）张文心（安徽巢县 国民革命军第八十五军副军长、代军长）曹利生（四川富顺 196师568旅旅长、军政部第一军官总队副总队长）马安济（河南临漳）储造时（安徽潜山）向铸贤（四川长寿）
- 骑科 梁俊寿（广东台山）何文贤（广东台山）杨兆民（吉林）彭秉离（四川云阳 抗战前曾任职军政部，被派到察盟以枪换马，曾与桂永清一同见过德国）陈锡章（奉天海城）毕云章（黑龙江绥化）
- 炮科 张岚峰 李学舜（河南扶沟 冯玉祥第二集团军军官学校教官）李继山（河南临颖）李季烈（四川温江）魏敷濂（甘肃兰州）黄斌裳（四川长寿）顾树人（福建顺昌）杨秉离（四川万县 黄埔军校办公厅职员、西康省政府委员）陈启宇（广东兴宁）熊滨（熊式辉之侄）陈国湘（四川江津）马汝良（广东台山 中央军校兵器主任教官）黄国书（第一名畢業）刘德泽（奉天沈阳 华北干部训练团教官、少将，1949年在北平起义）韩绍宏（即正珠尔扎布）陈家珍（东北行营少将高参、长春城防司令）曾广芬（四川酆都）吕梦龄（奉天法库 伪满少将旅长）齐常陆（奉天本溪）陈博文（广东汕头）刘倚衡（安徽怀宁 炮兵第二十二团团长）黄公华（广东惠州）余叔文（四川荣昌）
- 工兵科 张思育（山西永济）黄培善（河南罗山 冯玉祥第二集团军军官学校教官）王乃楷（福建闽侯）蒋桂楷（直隶枣强 独立工兵第9团团长，参加花园口掘堤）赵风鸣（山东历城）吴以容（直隶故城）申麟洲（四川忠县）傅克勋（四川长寿）黄新富（安徽合肥）荣子恒（直隶枣强 112师副师长、伪暂编第十五军军长）秦诚至
- 辎重科 蔡宗濂（吉林双城 中央军校辎重研究班副主任、交辎学校辎重兵科教育处长、少将）刘嘉干（山东潍县）

### 第二十期
152人 1927年10月至1929年7月
- 步科 蒲贵麟（辽宁复县 中央军校八分校教育处长、东北保安司令长官公署参议）施中杰（安徽桐城 施劍翹之弟）杨国梁（辽宁辽阳）黄瀛（四川江北 少将，日语诗人）赵云飞（辽宁盖平）黄毅（辽宁抚顺 辽东抗曰义勇军副总司令）张祖培（辽宁复县）高逊（湖南桃源 中将军校战术教官）朱德馨（江苏吴县）何镜华（辽宁法库 东北军骑兵军副官长，东北军少壮派，参与刺王以哲事件）魏振铎（湖南长沙 整编七十四师（张灵甫部）参谋长）李宝琏（辽宁盘山 84军188师（桂系）副师长）、汪伪11师师长）董平兴（吉林长春 兴安屯垦区炮兵旅第3团副团长）林春荣（广东高州）邱季良（四川江津）李元凯 董春喧（安徽巢县）王铸印（河南登封）吴宏文（广东蕉岭 中央军校战术教官）余承堯 刘牧蟾（辽宁辽阳）万祖章（浙江萧山）孙为雨（安徽凤阳）马恺和（广东台山 中央军校战术教官）周万明（辽宁义县）施中权（安徽桐城 施劍翹之弟）杨钟秀（湖南常德）龙飞（湖南桃源）云春林（广东文昌）孙绍曾（辽宁岫岩）吴立才（广西桂平）吴邦昌（广东琼山）赵砚农（辽宁沈阳 伪满待卫官）萧端久 方范（山东历城）贾湖霖（吉林榆树）马益祥（江苏盐城 军政部第一日俘收容所少将所长）韩振华（辽宁义县）朱杏芬（安徽舒城）张汝弼 王铁梁（辽宁沈阳）白荣武（辽宁沈阳）朱宏（辽宁辽阳 伪治安军第四集团参谋长）赵振功（辽宁海城）基书田（山东平度）杨俊（四川万县）酆裕杞（湖南平江）舒玉璋（辽宁沈阳 在红四方面军被被张国焘肃反杀害）孙学洁（四川开江）刘锦青（广东汕头）于宗谦（辽宁台安 伪满陆军待从武官）聂仲文（广东南雄 中央军校教官）张杰（云南弥勒）吴献瑞（黑龙江青冈 中央军校教官）周凯（江苏阜宁）马益德（江苏盐城 马玉仁子侄）余慈庥（广东台山）吴干（四川邻水 居台湾，为家乡邻水中学捐建吴干楼）齐肃（山东潍县）周振华（浙江绍兴）丁叶（湖北沔阳）符丕烈（广东文昌 中央军校教官）刘国钧（湖北沔阳 刘佐龙侄，别动总队（康泽部）二纵队参谋长、汪伪定国军军长）范洪（安徽潜山）青简（四川绵竹）苏凯元（黑龙江青冈）高长柱（安徽全椒 蒙藏委员会调查室主任）朱显祥（四川璧山 ）顾宏飚（辽宁本溪）朱乃瑞（广东台山 国民革命军第七军172师师长）余材（四川万县）田景沛（湖南岳州）李广荣（辽宁辽阳）李树万（奉天辽中）李寿康（安徽安庆）度学翰（湖南澧县）宪开（肃亲王善耆十八子，被张宗昌派人暗杀）
- 骑科 连祖 高冠三（湖南桃源 暂编第一师暨反共救国军参谋长）李荣熙（广东台山 19路军61师122旅6团3营中校营长、淞沪抗战殉国）李铁如（湖南桃源）余文波（广东台山）伍英长（广东台山）陈荣枢（广东台山）韩任民（四川长寿 四川省军管区副司令）郭纯中（山东无棣）杨述先（四川万县）郭若霖（辽宁辽阳 伪满第十一军管区中将司令官）翁照垣 刘茂修（刘茂恩七弟）于同遇（吉林双城）熊键（贵州沿河）李佩珩（安徽巢县）刘文友（安徽阜阳）
- 炮科 黄玉山（台湾新竹）金镇 屈端（浙江临海）赵晋三（河北乐亭 华北伪治安军第三集团参谋长）蘇紹文 徐之佳（浙江江山 国民革命军第二十二军第86师师长）宣坛（江苏武进）徐思平（四川荣县 四川省军管区参谋长）杨万青（山西万泉）邴淳（辽宁盘山 抗战时期曾在何柱国部任职）洚涣然（福建闽侯）吴传新（吉林榆树） 罗广文 孙家铎（辽宁沈阳 伪满炮兵中校、待从武官） 王梦龄（广东琼山）包钟敏（江西南丰）王秉仁（辽宁辽阳）马维仲（广东台山）张恒（山东昌乐）马益泰（江苏盐城 马玉仁之子侄）高文卓（辽宁辽阳）宫毓铭（辽宁沈阳）石廷宣（四川梁山 中央军校教官）王景和（辽宁开通 伪华北治安军第四集团参谋长）魏傅庸（辽宁怀德）宪方（肃亲王善耆十六子）刘有道（安徽潜山 36军92师步兵指挥官兼286团团长、皖南师管区副司令）王德敏（安徽潜山）楊仲華（江苏阜宁 江苏保安第八旅旅长、汪伪第二集团军司令）任政枢（辽宁法库）王士俊（江苏涟水）董致和（奉天沈阳）唐一（湖南零陵）金诺（江苏江宁）李登明（山西河津）果常积（黑龙江呼兰）施质甫（四川）陈国英（台湾）马存茂（安徽合肥）冯国勋（广东恩平 中央军校兵器校官）邓传鼎（江西清江）吴佩明（辽宁海城）
- 工兵科 马公武（湖南辰溪 曾在家乡办楚屏中学）李祖望（浙江镇海）王风鸣（台湾台北）王熙珠（山东文登）张昌道（四川广安）张远南（江西九江 税警总团三分团团长，宋子文妻兄）郁仁治（江苏海门 1905~1938 青岛军警督察处处长、山东第一区专员）马维岳（广东新会）陈道衡（广东兴宁）李之仁（广东琼州）吴怀纶（安徽桐城）石桢安（四川梁山 国民革命军第十八军高参）唐明(即唐哲明) 王方烈（辽宁锦县）曹瑞麟（辽宁锦县）何钟（四川岳池 国民革命军第四十四军参谋长）

### 第二十一期
94人 1928年10月至1930年7月
- 步科 高炯（四川梓潼）解如川（即解方）罗荣荪（湖南宝庆）王丕承（江西瑞昌）曾凯（湖南新化）任得钧（四川开县）李毅生（广西北流）吴履逊（广东潮州 一二八抗战任十九路军营长，154师922团团长）黄冠南（江苏泰兴 与孙铭久、解方、贾陶合称东北军四大金钢）向（四川重庆）麦务之（广东台山）谢保明（安徽合肥 晋江团管区司令、泉安师管区司令）黄子序（广东南海）宣钜平（江苏武进）雷秀民（广东台山 国民革命军第六十三军152师师长，淮海战场被俘）余公武（广东台山）孙桂森（天津）刘显良（吉林榆树 伪满步兵十七旅少将旅长，1962年特赦）胡朝沾（广东开平）王靖国（奉天盖平）王维祺（奉天辽阳）刘伟（黑龙江巴彦 伪满半壁山警察署长）林立（四川隆昌）邬起丰（浙江奉化）陈畅威（江苏阜宁）吴兆钺（江西铅山）王家善 徐石诤（江苏宜兴）刘国柱（江苏阜宁）杜炳坤（广东普宁）曾国光（福建漳州）曲世和（山东青岛）李孝诚（江苏）王培根（四川璧山）
- 骑科 柳培渐（江西萍乡）汤雄勋（广东台山）苏玉麟（河南郾城）曹朴（曹汝霖之子）李宝森（黑龙江呼兰 伪华北治安军十二集团司令）周国屏（黑龙江拜泉）宪基（肃亲王善耆十七子）王家珩（江苏泰兴）
- 野炮科  章严（陕西安康 即章健，红七军19师56团团长）朱作人（江苏泰兴）王昌烈（湖南湘潭 中央军校炮兵科长，陈明仁第一兵团副参谋长参加起义）龚积之（江苏吴江）王显庆 余诚敏（广东城豪）洪士奇（湖南宁乡 中央炮兵学校校长）赵方城（江苏泰兴）李九思（湖南临武）李立柏（湖北 军令部第二厅第一处处长，49年后任台湾警备总司令部副司令）刘士玲（黑龙江肇东 整编第十二军副军长）徐恕（湖南岳阳）韩文彬（山西岚县 太原绥靖公署机械化兵团司令陆军少将，49年被俘）张理佛（浙江嘉兴）孙铭久刘祉叠（黑龙江依安）戴传薪（四川仁寿 国民革命军第二十一军146师师长）崔坚（广西容县 夏威第十兵团参谋处长）陈家择（广西桂平）许崇耆（广东广州 即许卓，红军总部作战局局长）雷泽（江西南昌）宋人杰（四川永川）容正平 夏嘉富（四川夹江）唐雨严（四川叙永）张学孟（黑龙江巴彦）杨贻芳（安徽合肥）雷杰（广西扈宁）常荫东（辽宁 伪满上校）满丰昌（黑龙江巴彦 伪满第三军管区上校副官长，1962年特赦）李茂春（四川营山）张宋卿（江苏阜宁）李克煌（广东台山）孙元良 胡家立（江西新建）龙韬（江西永新 黄埔二期）聂贵三（黑龙江龙江）廖汝承（辽宁沈阳）沈玢（江苏如皋）
- 野战重炮科 李连海（河北通县）叶维（四川华阳 黄埔四期）黄永诚（广东南海）娄绍铠（湖南浏阳 黄埔四期、驻福建46补训处长）欧传时（广东顺德）
- 工兵科 张祖鉴（安徽芜湖）黄必勇（浙江浦江）许开章（广东琼州 国军少将）黄克虎（湖南宁都 陈明仁第一兵团参谋长）杨鉴黎（四川广安 杨森第二十七集团军参谋长）刘禹璜（四川营山）蒋太衡（湖南祁阳）王毅（广东琼州）

### 第二十二期
118人 1929年10月至1931年7月
- 步兵科 乐剑秋（四川长寿）任作民（江西丰城）萧敬（福建长汀）雷节甫（广东台山）曾启亚（江西南昌 陆军总司令部兵工署署长、解放后南京军事学院研究员兼外国战史教官）彭仲陶（四川荣县）李章（广东中山）吴渠轩（湖南益阳）陈君文（福建海澄）姜锡之（山东黄县）蒋国秉 林超寰（广东琼山）王璧中（四川璧山）谭咏幽（湖南茶陵）伍启桢（广东台山）陈永立（安徽凤阳）陈荫鸿（广东广州）范湖（湖南益阳）罗克和（四川乐山）冯学宪（四川巴县）张国垣（奉天抚顺 汪伪保安第一师八十三团驻河南博爱少将团长）曹士沣（上海）余天锡（四川永川）李熨坤（黑龙江呼兰）谭茹辛（四川万县）余重华（四川荣昌）麦霞冲（广东台山 整编187旅副旅长）姜东超（热河阜新）熊纪武（辽宁沈阳）田秀翘（黑龙江海伦）张业辉（广东琼山）古松年（黑龙江绥化）黄瑞能（广东台山 福建事变中任福建第三军三师十五团团长）任季辉（四川宣汉 陸军少校，四川陆军笫二十一军教导师大队长，抗日战场牺牲）杨植之（江西南昌）甄谷方（广东台山）顾平东（辽宁安东）邬显享（浙江奉化）台中复（吉林珲春）潘觉民（四川三台）张耀海（广东开平）罗扬谟（广东开平）张宗戴（四川长寿）段武（安徽合肥）汤惠洽（广东兴宁）刘中兴（奉天海城）余一鸣（广东台山）张立群（广东兴宁 1904-2000 陆军大学教官、国防部主任监察官、少将）赵书堂（河南西平）黄健（广西岑溪）高家为（黑龙江望奎）贾庆章（黑龙江龙江）凌铁铮（湖南长沙）千钦中（河南项城）潘清洲（潘文华之子）木向东（云南顺宁）周锟（奉天法库）陈统能（广东潮阳）李林章（辽宁怀德）沈志锐（广东澄海）郭允伊（四川富顺）向明岐（湖南永顺）
- 骑科 韩树清（黑龙江肇州）周思靖（浙江诸暨）盛世骐 （盛世才之弟）林湛（广东高要 国军中将、49年后赴港澳定局，任港、澳培正中学校长）郭文林 石砚田（河北盐山）刘建义（湖南湘阴）唐天德（湖南平江 九战区少将高参、伪长沙市市长）韩凤麟（辽宁通辽 伪内蒙古独立军副官处长）蒋志奇（浙江诸暨）
- 野炮科 张勋亭（河南项城 国民革命军第六十八军119师师长）黄正我（浙江杭县）林凯（浙江平阳）熊执中（四川西充）张政声（浙江杭州）王大松（广东琼州）彭令颐（湖南湘阴）韩定远 广东文昌 国防部第四厅少将主任、中将副军长）邝友五（广东台山）刘定藩（广东兴宁 国军少将）申有楷（四川忠县）林馥（辽宁镇东）钟之天（广东新会）吕登甲（湖北荆门 中央军校炮兵区队长）范学义（河南西平）李寅春（山东聊城）郑水如（福建长汀）卢挺（广西平南）黄得模（广东琼州）乔迁（河南宜阳）
- 野战重炮科 白茂权（奉天新民）顾葆仁（江苏无锡）章泽群（广西榴江 第三兵团第一三八旅）蒋公权（浙江诸暨 炮兵第四团团长）胡屏章（江西南昌 炮兵第六团团长）龚震宇（奉天新民）郭肇祥（山东巨野）林日藩（广东琼州 炮兵学校教育处通信组组长）冯洪国（冯玉祥之子）
- 山炮科 林华（四川隆昌）赵学渊（湖北麻城 驻印军参谋处长、国防部人力计划司长、朝鲜战争时驻韩武官）刘挈敖（四川大邑）何翔迥（四川成都 国民革命军第四十五军125师副师长，1949年起义）
- 工兵科 魏振钺（湖南长沙 整七十四师参谋长）孙乾（广东中山）钮先铭 梁可发（广东琼州 驻印军工兵第12团少将团长）陈利仁（河南荥阳）谭伟（四川万县）孙国桢（河南沈丘）张国纯（辽宁抚顺）马汝骧（河北大城）傅博仁 （北京 中央工兵第一团团长）袁敬驹（广东东莞）黄杰士（广东台山）张长胜（湖北武昌）张哲培（福建福州 清广州新军混成协协统）段金龙（湖北汉阳）

## 關聯項目
- 日本陸軍幼年學校
- 日本陸軍預備士官學校
- 日本陸軍騎兵學校
- 日本陸軍大學校
- 日本海軍大學校
- 日本防衛大學校
- 相武台

## 外部連結
- 陸軍士官学校 - 軍人データベース(Purunus DB)
- 陸軍士官学校卒業別有名陸軍軍人紹介
- 陸軍士官学校写真 （页面存档备份，存于）・図面 （页面存档备份，存于）（国立国会図書館所蔵）
- 陸軍士官学校写真（長崎大学附属図書館所蔵）
- 帝國陸軍～その制度と人事～
- 日本陸海軍事典
- YouTube上的陸軍士官学校校歌(song)